# Gatunki pieniądza na ziemiach polskich
Uzasadnienie: Obydwa hasła to hasła przeglądowe na ten sam temat
Gatunki pieniądza na ziemiach polskich – gatunki pieniądza okresu kruszcowego obowiązujące na terytorium:
- państwa pierwszych Piastów (966–1138),
- księstw okresu rozbicia dzielnicowego,
- zjednoczonego Królestwa Polskiego,
- Korony Królestwa Polskiego,
- I Rzeczypospolitej,
- ziemiach odebranych I Rzeczypospolitej w wyniku rozbiorów.

Historię pieniądza na ziemiach polskich można podzielić na dwie, częściowo pokrywające się, epoki:
- gatunkową, kiedy systemy monetarne były definiowane poprzez gatunki monet, których wartość określał wykorzystany do ich bicia, wg przyjętej stopy menniczej, kruszec,
- nominałową, w której emitent decyduje o wartości jednostki monetarnej oraz nominałach (wielokrotnościach) będących w użyciu.

Do przejścia z jednej epoki do drugiej znacząco przyczynił się rozwój pieniądza papierowego. System kruszcowy załamał się w okresie I wojny światowej. Po jej zakończeniu próbowano go odbudować, ale do wprowadzenia pełnowartościowych monet złotych jednak nie doszło. Na świecie całkowita rezygnacja ze złotego pieniądza zaczęła się w latach 30. XX w. i została zakończona przez Stany Zjednoczone w 1971 r.
W okresie II Rzeczypospolitej, mimo ustalenia ustawowego parytetu kruszcowego złotego, obowiązujący system monetarny był dużo bardziej „nominałowy” niż „gatunkowy”, co zostało jeszcze pogłębione w okresie Polski Ludowej.

## System denara

### Denar
Gatunek monety nazywany denarem (denarius) pojawił się na terenie Europy już w starożytności, w III w. p.n.e. w Rzymie jako wybita w srebrze równowartość 10 miedzianych asów (deni to po polsku dziesięć). W późniejszym okresie denarius oznaczał podstawową monetę srebrną. W zreformowanym systemie karolińskim tym mianem określono jednostkę podstawową będącą ekwiwalentem 1/240 masy funta karolińskiego (nominalnie ok. 1,7 grama srebra). W ten właśnie sposób denar trafił w X w. na ziemie państwa pierwszych Piastów. W tamtym okresie denary najprawdopodobniej nazywano po prostu „pieniądzem”. Lokalną produkcję rozpoczął Bolesław I Chrobry. Od tego momentu na ziemiach polskich denar panował niepodzielnie w obrocie pieniężnym do schyłku XIII w. Po raz ostatni wybito go w 1625 r.
W całym okresie bicia następowało zjawisko stopniowego, trwałego spadku wartości denara. Od schyłku X w. do końca XIII w. masa denara spadła dziesięciokrotnie – z 1,5 do 0,15 grama.
Do gatunku denara zalicza się wszystkie polskie monety bite do końca XIII w. Denarami są również „krzyżówki” – charakterystyczne monety opatrzone znakiem krzyża, napływające głównie z ziem saskich w okresie od X do XII w.
W ostatnim stuleciu okresu denarowego zmieniono technikę bicia i monety dwustronne zastąpiono jednostronnymi nazywanymi brakteatami, które również zostały dotknięte zjawiskiem stopniowej redukcji średnicy i masy. Najstarsze brakteaty miały średnicę 25 mm i masę około 0,6 grama, ostatnie zaś – to monety 10 mm o masie 0,1 grama.
Monety pod nazwą denarów, bito do czasów Zygmunta III Wazy.
Denary bite po pojawieniu się grosza dostosowano do obowiązującego wtedy systemu monetarnego poprzez określenie ich konkretnej relacji z groszem. Oznacza to, że denary XV w. nie były kontynuacją denara sprzed dwóch stuleci, mimo tej samej nazwy.

### Obol
Obol był gatunkiem drobnej srebrnej monety wywodzącym się ze starożytności. Nazwa pochodząca najprawdopodobniej od greckiego obelos (pol. pręt, rożen) nawiązywała do archaicznych płacideł w postaci żelaznych prętów. Jako moneta srebrna obol pojawił się najprawdopodobniej w VI w. p.n.e. w Atenach. W mennictwie karolińskim występował jako moneta o wartości ½ denara. Od X do XIII w. był bity między innymi w Niemczech, Francji i na Węgrzech. W odniesieniu do jego produkcji na ziemiach polskich istnieją rozbieżne opinie wynikające z różnych interpretacji wyników badań metrologicznych. Bez żadnych jednak wątpliwości stosowano go w tym okresie jako jednostkę obrachunkową.
Niewielka liczba oboli została wybita w czasach tzw. „wielkiej reformy” Kazimierza III Wielkiego jako najmniejsza jednostka pięciostopniowego systemu monetarnego:
1 grosz = 2 kwartniki = 4 ćwierćgrosze = 16 denarów = 32 obole.
W drugim dziesięcioleciu XXI w. znana jest tylko jedna sztuka obola Kazimierza Wielkiego z orłem na awersie i głową (królewską) na rewersie – średnica 11 mm, masa 0,25 grama.
Gatunek ten był emitowany również przez Zygmunta II Augusta w mennicy wileńskiej w ramach litewskiego systemu monetarnego opartego na kopie obrachunkowej:
1 kopa = 2 półkopki = 4 ćwierćkopki = 10 szóstaków = 15 czworaków = 20 trojaków = 30 dwojaków = 60 groszy = 300 dwudenarów = 600 denarów = 1200 oboli.
Obole Zygmunta II Augusta były bite w latach 1546–1547 na stopę polską (krakowską) – masa 0,32 grama srebra próby 109. Pojawienie się oboli w tym okresie miało związek ze skupem na terenie Wielkiego Księstwa Litewskiego pozostających jeszcze w obiegu półgroszy świdnickich, których kurs wymiany ustalono na 3,5 denara, czyli 3 denary i 1 obol. Wraz z wycofaniem monet śląskich produkcja oboli w Wilnie ustała i był to jednocześnie ich koniec w Rzeczypospolitej.
Według niektórych opracowań gatunkiem tożsamym z obolem, albo bardzo mu bliskim, był szeryf znany z Pomorza Zachodniego. Szeryfa określano jako jednostkę równą w zasadzie obolowi. Nazwa wywodziła się od nordyckiego skrjev, a ta z kolei być może od łacińskiego scripulum, czyli najmniejszej cząstki wagi.

### Dwudenar
Brak jest wiedzy o pierwszym pojawieniu się dwudenarów, gdyż podobnie jak w przypadku obola – kryterium rozpoznania tej monety to wyłącznie interpretacja danych metrologicznych. Przypuszcza się, że moneta o masie 2 denarów mogła być emitowana sporadycznie na Pomorzu w XIII i XIV w., a według starszych źródeł także na Litwie na przełomie XIV i XV w.
Dwudenar jako moneta litewska był bity za panowania Zygmunta II Augusta w ramach reformy monetarnej Wielkiego Księstwa Litewskiego z 1565 r., opartej na kopie obrachunkowej. Dwudenary bito w latach 1565–1570 – stanowiły one wtedy równowartość 1/300 kopy, czyli 1/5 grosza litewskiego. Miały masę 0,63 grama srebra próby 219 i były bite według stopy menniczej opartej na grzywnie krakowskiej (197,684 grama).
Następna emisja dwudenara została wykonana przez mennicę kurlandzką w Mitawie za czasów Stefana Batorego, w tzw. „litewskim okresie” jej działalności (1578–1579).
W systemie monetarnym Zygmunta III Wazy pojawił się również dwudenar litewski – równowartości 1/270 złotego, czyli 1/9 grosza, masy 0,67 grama srebra próby 42. Produkcja dwudenarów została zakończona przez mennicę wileńską w 1627 r. Była to ostatnia emisja dwudenarów na ziemiach Rzeczypospolitej Obojga Narodów.

### Ternar (trzeciak)
W późnym średniowieczu pojawiła się moneta o wartości 3 denarów, najprawdopodobniej za czasów Władysława II Jagiełły. Było to konsekwencja dewaluacji kwartnika w latach 1396–1397 z wartości ¼ do 1/6 grosza, która bardzo skomplikowała przeliczenia pomiędzy poszczególnymi gatunkami pieniądza (wychodziło 8/3 denara za 1 kwartnik). Z tego powodu w 1398 r. przeprowadzono korektę, dokonując wymiany monet na nowe, dopasowane metrologicznie emisje i zmieniono kurs grosza obrachunkowego z 16 na 18 denarów (kurs 16 denarów obowiązywał od 60 lat). W efekcie:
- półgrosz = 9 denarów,
- mały kwartnik = 3 denary.

Nowa relacja spowodowała zmianę nazwy małego kwartnika na ternara alias trzeciaka.
Za panowania Władysława II Jagiełły produkcja ternarów (trzeciaków) była prowadzona w Krakowie w latach 1407–1414.
Na większą skalę do tego gatunku pieniądza powrócił Zygmunt I Stary w okresie reformy monetarnej z lat 1526–1535. Już pierwsza z siedmiu ordynacji menniczych, ta ogłoszona 15 października 1526 r., ponownie wprowadzała ternara, teraz równowartości 1/180 złotego polskiego, jako część systemu obrachunkowego:
1 złoty polski obrachunkowy = 5 szóstaków = 10 trojaków = 30 groszy = 60 półgroszy = 90 szelągów (pruskich) = 180 ternarów (koronnych) = 540 denarów.
Szelągi obiegały tylko w Prusach, a ternary wyłącznie w Koronie, jednak oba gatunki związane były ze sobą stałą relacją: 2 ternary za 1 szeląg. Ternar w tym okresie miał masę 0,57 grama srebra próby 188. Bito go w mennicy krakowskiej w latach 1526–1529 oraz 1545–1548.
Po raz ostatni ternar pojawił się za czasów panowania Zygmunta III Wazy. Emisji dokonano w latach:
- 1591
- 1596
- 1601
- 1616–1621.

Po reformie z 1623 r., jako trzeciak koronny, miał masę 0,57 grama srebra, ale próby zaledwie 78.
Ternary bito do 1630 r. w prywatnej mennicy Krotowskich w Łobżenicy i to mimo ustawy sejmowej z 1627 r. zabraniającej produkcji drobnych monet.
Na przełomie XVII i XVIII w. na Śląsku wybijano o nazwie ternara monety równowartości 3 halerzy. Ternary śląskie produkowano wyłącznie w miedzi. Ostatnią ich emisję przeprowadzono w 1809 r. w mennicy wrocławskiej za czasów panowania Fryderyka Wilhelma III.

## System grosza

### Grosz
Rosnące obroty wewnętrzne oraz dynamicznie zwiększająca się wymiana międzynarodowa przyczyniły się do powstania grosza, który to gatunek wyznaczył ramy całej nowej epoki gospodarczej. Początek monecie srebrnej o większej wartości dały państwa-miasta z północnych Włoch wespół z cesarzem Fryderykiem I Barbarossą. W połowie XII w. na terenie dzisiejszych Włoch miał miejsce kryzys monetarny, w konsekwencji którego następowała skrajna redukcja masy monet. Kryzys ten wywołany był daleko posuniętą decentralizacją. Rozwiązanie tego problemu zostało zauważone przypadkiem w czasie wojny. W 1162 r. atakujący północne Włochy cesarz Fryderyk I Barbarossa, w celu łatwiejszej wymiany miejscowej monety na niemiecką, nakazał wybicie grubszego srebrnego pieniądza o masie 0,8 grama, o wartości równej dwóm denarom Mediolanu oraz dwóm i pół denara Pawii. Takiego bicia dokonał mincerz Redulf na zamku Noseda w Lombardii.
„Ciężka srebrna moneta” odniosła nieoczekiwany sukces. Zauważyła to Genua, która w 1172 r. wprowadziła do obiegu 4-denarówkę bitą identycznymi stemplami jak denar, ale o zwiększonej odpowiednio masie do mniej więcej 1,5 grama. Wtedy przyjęła się nazwa „denarius grossus” (pol. duży denar), co szybko zostało skrócone do grossus. W 1182 r. grosza wybiła Florencja. Była to moneta o masie 1,75 grama srebra o równowartości 12 miejscowych denarów. W 1202 r. emisji groszy dokonała także Wenecja – grosz wenecki zwany matapanem zrewolucjonizował handel z Bałkanami i Wschodem. Grosz wenecki wyznaczył standardy tego gatunku monety: 2,18 grama srebra próby 965.
Reforma groszowa wchodziła kolejno na inne kraje europejskie:
- w Anglii zrealizowano ją w 1248 i 1351 r. – sterlingi i grosze,
- we Francji w 1266 r. – grosze turońskie,
- we Flandrii i Hainaut w 1275 r. – małe grosze flandryjskie,
- w zachodnich Niemczech w pierwszej połowie XIV w.

Pod koniec XIII w. reforma groszowa dotarła do Europy Środkowej, gdzie szczególne znaczenia miała ta wprowadzona w Czechach, w których znajdowały się duże złoża srebrna w Kutnej Horze. Działając według zaleceń specjalistów sprowadzonych z Florencji, król Wacław II otworzył w 1300 r. w Kutnej Horze centralną mennicę i rozpoczął bicie grosza praskiego, który w tamtym okresie w tej części Europy w krótkim okresie przyjął rolę „euro średniowiecza”. Dominująca rola grosza praskiego zniwelowała jakiekolwiek potrzeby innych lokalnych produkcji groszy w tej części Europy. Przyjmuje się, że grosze praskie bito według stopy menniczej:
56 monet z grzywny o masie 218 gramów (1 grosz praski to średnio 3,9 grama srebra próby 937, o równowartości 12 denarów).
Poziom rocznej produkcji wynosił 14,5 mln sztuk (55 ton srebra). Bicie monety zakończono w 1547 r.
Grosz praski, dzięki królowi Wacławowi II panującemu do 1305 r. nad częścią ziem polskich, stał się elementem lokalnego systemu monetarnego. Zasadniczym źródłem napływu tej srebrnej monety był eksport soli bocheńskiej (15 groszy za cetnar). Przyjmuje się, że w Krakowie grosz praski pojawił się między 1300 a 1305 r., a stamtąd wypłynął w:
- 1306 r. na Małopolskę i na Śląsk
- 1312 r. na Kujawy,
- 1314 r. na Wielkopolskę,
- 1325 r. na Pomorze,
- 1333 r. na Mazowsze.

Podaż grosza praskiego nie utrzymywała się jednak na stałym poziomie. Obieg tej monety był szczególnie intensywny w latach 1415–1420, a w latach 30. XV w. zabrakło groszy praskich do wyegzekwowania wyznaczonych w tej monecie należności.
Na ziemiach polskich grosz praski został wyparty w konsekwencji:
- przejęcia jego funkcji rynkowych przez polskie półgrosze,
- w mniejszym stopniu przez udział w obiegu obcych złotych monet,
- czasowego wstrzymania produkcji groszy praskich w czasie wojen husyckich.

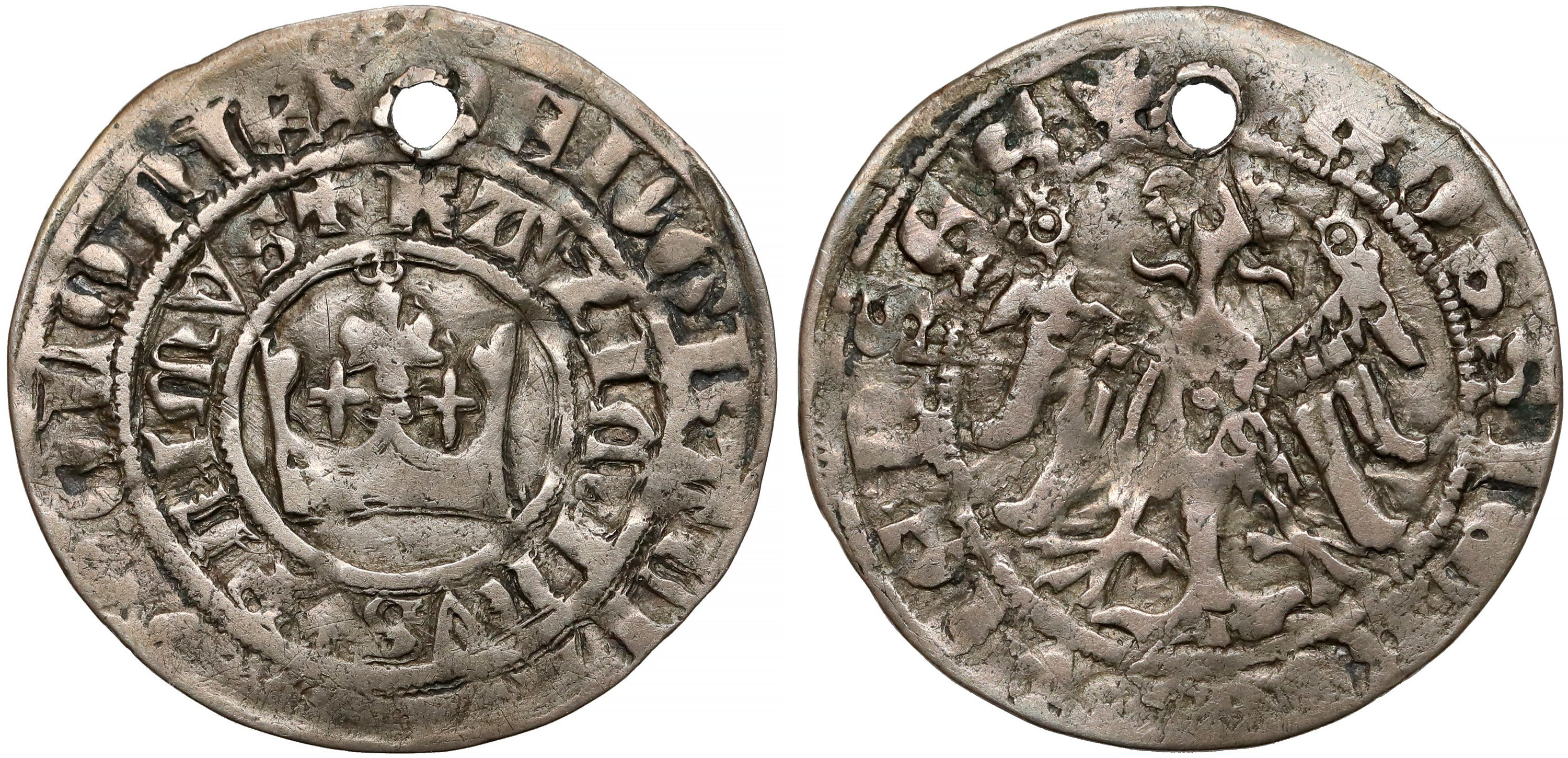
Grosz krakowski Kazimierza III Wielkiego

Pierwszy rodzimy grosz polski pojawił się w wyniku „wielkiej reformy” Kazimierza Wielkiego. Był to grosz krakowski będący „najgrubszą” monetą wielostopniowego systemu monetarnego, złożonego ponadto z kwartników, ćwierćgroszy, denarów i oboli.
W czasach Jagiellonów rolę grubej monety pełnił półgrosz. Przerwa w emisji gatunku pieniądza zwanego groszem trwała ponad 150 lat.
Grosz na ziemiach polskich wprowadzono ponownie w trakcie reform monetarnych Zygmunta I Starego, już pierwszą ordynacją z 15 października 1526 r. Grosz koronny był monetą o masie 2,06 grama srebra próby 375 i różnił się od grosza litewskiego – 2,57 grama srebra też próby 375.
Ujednolicenia grosza koronnego z litewskim dokonał Stefan Batory. Według jego ordynacji menniczej grosz był monetą o masie 1,9 grama srebra próby 359.
Emisję groszy kontynuowano za panowania Zygmunta III Wazy, aczkolwiek najpierw dokonano jego dewaluacji, a następnie całkowicie zaprzestano produkcji. W systemie monetarnym z 1623 r. grosz był zdefiniowany jako moneta o masie 1,05 grama srebra próby 281.
W trakcie panowania Władysława IV Wazy nie bito tego gatunku monety.
W okresie panowania Jana II Kazimierza Wazy miały miejsce tylko sporadyczne emisje (1650 i 1652). Były to monety o masie 1,01 grama srebra próby 250.
Za panowania następnych władców, aż do czasów Augusta III, grosza nie wybijano, niemniej był obecny na rynku ulegając postępującej dewaluacji, która w efekcie sprowadziła go do roli drobnej monety zdawkowej.
Wznowienie emisji grosza przez Augusta III doprowadziło do pojawienia się tego gatunku pieniądza w miedzi, o masie 3,9 grama, stanowiącego na dodatek równowartość 3/5 używanego dotychczas grosza srebrnego oraz 1/50 złotego polskiego (srebrem).
Za panowania Stanisława Augusta Poniatowskiego były emitowane dwa rodzaje groszy:
- miedziane o masie 3,9 grama odpowiadające wartością 1/30 złotego polskiego,
- srebrne o masie 1,99 grama srebra próby 368, zwane ćwierćzłotkami, o wartości ¼ złotego i jednocześnie 7½ grosza miedzianego.

Produkcję grosza srebrnego zakończono w wyniku reformy monetarnej w 1787 r.
W okresie zaborów ten gatunek pieniądza był bity w miedzi w:
- roku 1794 przez Monarchię Habsburgów dla wojsk cesarsko-królewskich stacjonujących pod Krakowem w okresie insurekcji kościuszkowskiej[19],
- latach 1796–1798 przez Prusy dla Prus Południowych[20],
- latach 1810–1811 przez Prusy dla Prus Wschodnich i Zachodnich[21],
- latach 1809 i 1812 przez Wolne Miasto Gdańsk[22],
- latach 1810–1812,1814 r. przez Księstwo Warszawskie[23],
- latach 1816–1817 przez Prusy dla Wielkiego Księstwa Poznańskiego[24],
- latach 1816–1841 w Królestwie Kongresowym, będąc jedną z podstawowych jednostek monetarnych, ale o masie zredukowanej do 2,85 grama w stosunku do czasów stanisławowskich[25].

W epoce nominałowych systemów monetarnych grosz, jako moneta o nominale „1 grosz”, pojawił się w:
- II Rzeczypospolitej w 1924 r. w brązie (średnica 14,7 mm, masa 1,5 grama)[26],
- GG w latach 40. XX wieku w cynku (średnica 14,7 mm, masa 1,17 grama)[27],
- Polsce Ludowej (Rzeczypospolitej Polskiej z lat 1944–1952) w 1950 r. w aluminium (średnica 14,7 mm, masa 0,5 grama)[28],
- III Rzeczypospolitej jako moneta
  - powszechnego obiegu (średnica 15,5 mm, masa 1,64 grama) w
    - 1995 r. w mosiądzu manganowym[29][30],
    - 2014 r. w stali mosiądzowanej (istnieją egzemplarze z datą 2013)[29][30],

  - kolekcjonerska w 2019 r. (średnica 15,5 mm) w
    - srebrze (masa 3,94 grama, próba 925) oraz
    - złocie (masa 6,62 grama, próba 900)[31].

W tej samej epoce, w II Rzeczypospolitej, jednogroszówka przybrała również postać papierową biletu zdawkowego emisji 1924.

### Parwus
Parwus był na ziemiach polskich gatunkiem efemerycznym. Pojawił się jako niższy stopień systemu groszowego wprowadzonego przez Wacława II. Stanowił równowartość 1/12 grosza praskiego i wzorowany był na włoskiej parvi. Gatunek ten napłynął w niewielkich ilościach z Czech, a obok tego – być może – wyprodukowano go w jakiejś liczbie również lokalnie.
W Czechach już w 1327 r. parwusy zostały zastąpione przez halerze. Ich zanik na ziemiach polskich wiąże się zapewne z tym samym okresem.

### Kwartnik
Kwartnik był srebrną monetą o wartości ¼ (ćwierci – quarta) skojca srebra i 1/96 grzywny polskiej, równej w momencie wprowadzenia kwartnika mniej więcej 196 gramów.
Gatunek ten pojawił się na przełomie okresów denarowego i groszowego, najpewniej w trakcie regionalnej śląskiej reformy pieniężnej, którą zapoczątkowali w 1292 r.:
- książę głogowski Henryk III,
- książę jaworsko-świdnicki Bolko I.

Istotą tej reformy była całkowita rezygnacja z denarów brakteatowych na rzecz grubszych denarów kwartnikowych (denarii quartenses). Wbrew nazwie nie były one jednak formą denara, a zupełnie nowym gatunkiem monety. W źródłach najstarsza wzmianka o kwartnikach, nazwanych groszami, pochodzi z kwietnia 1300 r. z Wrocławia. W latach 1300–1315 kolejne państewka śląskie przeprowadziły taką reformę na swoim terytorium. Wskutek rozbicia dzielnicowego regionu „reforma kwartnikowa” nie miała charakteru politycznego czy skoordynowanego, ale dokonana została wyłącznie z przyczyn gospodarczych. Masa śląskiego kwartnika wynosiła mniej więcej 1,8 grama (nominalnie 2,04 grama) srebra próby 875–940. Kwartniki biły 34 mennice z czego 17 w samym księstwie głogowskim.
Kwartniki trafiły ze Śląska do Wielkopolski opanowanej częściowo przez Henryka III głogowskiego w 1306 r. W mniejszej liczbie ze śląskich kwartników korzystano w Małopolsce, na Mazowszu, w Niemczech i na Morawach. Kariera kwartnika zakończyła się gwałtownie w latach 1325–1330. Przyczyny zaprzestania produkcji nie są znane, ale przypuszcza się, że powodem było zhołdowanie większości państw śląskich przez Jana Luksemburskiego w latach 40. XIV w.
Kwartniki były emitowane także okresie tzw. „wielkiej reformy” Kazimierza III Wielkiego. Stanowiły one drugi stopień wielostopniowego systemu monetarnego, w którym między innymi 1 grosz = 2 kwartnikom. Kazimierzowski kwartnik, nazywany często „krakowskim” miał masę zbliżoną do połowy grosza, ale nie identyczną. Było to 1,6 grama srebra początkowo próby 700, potem 450.
Nawiązania do kwartnika pojawiły się również we wczesnym okresie panowania Władysława II Jagiełły. Pojawiły się wówczas wprowadzone w 1393 i 1394 półgrosze o wartości 1/96 grzywny oraz „małe kwartniki” o wartości 1/192 grzywny. Mimo podobieństwa nomenklatury do tej z czasów Kazimierza III Wielkiego, nie były to jednak identyczne rozwiązania. Podstawą systemu Kazimierza był obrachunkowy skojec, a w przypadku Jagiełły był to o połowę mniejszy od skojca grosz. Zatem jagielloński półgrosz był następca dawnego kwartnika – stąd czasami pojawiająca się nazwa „duży kwartnik”, a „mały kwartnik” to kazimierzowska ćwierćgroszówka. Po korekcie w 1398 r. kursu grosza obrachunkowego z 16 na 18 denarów, półgrosz był warty 9 denarów, a „mały kwartnik” 3 denary, a to z kolei doprowadziło do nazywania tej monety ternarem albo trzeciakiem.Ta zmiana nazwy doprowadziła do zniknięcia kwartnika z gatunków pieniądza ziem polskich.
W literaturze określa się również mianem kwartników trzy inne gatunki monet, wcale nietożsame z kwartnikami wywodzącymi się ze Śląska. W skład tej grupy wchodzą:
- kwartniki ruskie – nadrzędne monety czerwonoruskie wybite prawdopodobnie po 1365 r.w mennicy lwowskiej. W latach 70. XX w. dowiedziono, że nazywanie tych monet kwartnikami jest nieprawidłowe bowiem na Rusi nie znano miary skojca, a kwartnik to przecież ¼ skojca. Z tego powodu kwartniki ruskie nazywane są obecnie groszykami.
- kwartniki krzyżackie, inaczej ćwiartka – moneta o wartości ¼ półskojca, a nie ¼ skojca, a więc zasługuje co najwyżej na miano półkwartnika.
- kwartniki pomorskie wprowadzone przez Szczecin w 1408 r., o wartości 4 denarów, nie miały nic wspólnego z kwartnikami śląskimi czy krakowskimi. Były to monety o masie 0,5 grama, średnicy 15 mm, bite w srebrze próby 300.

Kwartniki odegrały ważną rolę w kształtowaniu nowego systemu monetarnego na ziemiach polskich. Ich pozycję w XV w. zajęły półgrosze.

### Szeląg
Szeląg rozpoczynał swoje istnienie jako moneta „gruba”, wywodząca się od łacińskiego solida, ściśle powiązana z północnym kręgiem obiegu monetarnego (skiling). Na ziemiach tej części Europy został wybity po raz pierwszy w 1380 r. przez Krzyżaków jako monetarna realizacja dotychczasowej jednostki obrachunkowej równej 12 denarów. Szybko stał się podstawową moneta krzyżacką, która dzięki wymianie towarowej dotarła na Mazowsze i Kujawy. Na ziemiach polskich stanowił zawsze równowartość 1/90 złotego polskiego, a więc ⅓ grosza.
Inkorporacja szeląga do systemu monetarnego ziem polskich nastąpiła w 1454 r. gdy Kazimierz Jagiellończyk uprawnił cztery miasta pruskie:
- Toruń,
- Gdańsk,
- Elbląg,
- Królewiec,

(trzy ostatnie jeszcze wówczas niezdobyte) do emisji monety prowincjonalnej, prowadzonej na konto stanów, ale pod stemplem króla polskiego. W rezultacie powstał w Toruniu tzw. szeląg stanowy – masa 1,7 grama srebra próby 750 (równowartość dwóch polskich półgroszy). Wskutek wyparcia go z rynku przez gorszy pieniądz produkcję przerwano w 1457 r. Wkrótce jednak Toruń, Gdańsk i Elbląg rozpoczęły bicie szelągów, tym razem jako monet miejskich, o znacznie zmienionych parametrach metrologicznych. Masa monet wahała się od 1,33 do 1,41 grama srebra próby 250.
Szeląg był na ziemiach polskich produkowany przez cały okres dukatowo-talarowy. Uwzględniała go ordynacja mennicza Zygmunta Starego z 1529 r. jako równowartość 1/90 złotego polskiego.
Szeląg pruski Zygmunta o masie 1,24 grama srebra próby 188, obiegał wyłącznie w Prusach, ale związany był stałą relacją: 2 ternary za 1 szeląg, co oznaczało oderwanie go o dotychczasowej podstawy, którą stanowiła 60-szelągowa grzywna chełmińska.
Po reformie monetarnej Stefana Batorego z 1580 r. szeląg stał się monetą ogólnopaństwową o masie 1,13 grama srebra próby 180. W Koronie bito go w latach 1579–1586 w Olkuszu i Poznaniu, a na Litwie w okresie 1579–1585 w Wilnie. Emitentem szelągów była także miejska mennica Gdańska (1578–1582,1584) oraz mennica w Malborku (1584–1585).
W czasach Zygmunta III Wazy nastąpiła gwałtowna dewaluacja monet, choć wskutek deprecjacji także innych gatunków stosunek szeląga do grosza utrzymał się na dawnym poziomie (1:3). W okresie tym szelągi miały masę 0,67 grama srebra próby 125.
Szelągów nie bito w czasach Władysława IV.
Wznowienie emisji szelągów nastąpiło w czasie panowania Jana Kazimierza. Stały się one wówczas, aż do końca I Rzeczypospolitej, najmniejszą jednostką służącą regulowaniu najdrobniejszych płatności. Zasadniczą zmianą, według ordynacji z 1650 r., było bicie szelągów wyłącznie w miedzi. Do faktycznego uruchomienia produkcji doszło dopiero po 9 latach. Projektodawcą i realizatorem tej emisji był Tytus Liwiusz Boratini. W celach umasowienia produkcji miedzianych szelągów otworzono specjalne szelężne mennice w:
- Ujazdowie pod Warszawą (1659),
- Oliwie (1663),
- Kownie (1663–1668),
- Brześciu Litewskim (1664–1666) i prawdopodobnie
- Malborku (1666).

Boratini nie tylko obniżył znacznie masę monet – ordynacja z 1650 r. przewidywała bicie 77 sztuk z grzywny czystego metalu, a u dzierżawcy powstawało nawet 150 monet – ale też nie zachował zasad rozważnej produkcji, wypuszczając na rynek nadmierną liczbę miedzianych szelągów – ponad miliard, o łącznej wartości 11 mln złotych. Monety pakowano w worki po 900 sztuk (10 złotych polskich) i po 9000 sztuk (100 złotych polskich) – stuzłotowy worek miał masę 11,7 kg.
W okresie panowania:
- Michała Korybuta Wiśniowieckiego,
- Jana III Sobieskiego,
- Augusta II,
- Augusta III

szelągi (niemiedziane) wypuszczały jedynie mennice miejskie.
Po roku 1749 August III wybił w Saksonii ogromne ilości szelągów miedzianych, otwierając w tym celu dwa specjalne zakłady.
Szeląg wkomponowano także w system monetarny Stanisława Augusta Poniatowskiego. Ponownie bito go w miedzi o masie 1,3 grama, ale należał do znacznie powiększonej tym razem grupy monet miedzianych o trojaki, grosze miedziane i półgorsze.
W okresie zaborów szelągi były emitowane w miedzi przez:
- Monarchię Habsburgów dla Królestwa Galicji i Lodomerii (1774)[19],
- Prusy dla Prus Południowych (1796,1797)[20],
- Prusy dla Gdańska (1801)[24],
- Prusy dla Prus Wschodnich i Zachodnich[21],
- Wolne Miasto Gdańsk (1808,1812)[22].

### Półgrosz
Początki półgrosza wiąże się z wenecką monetą mezzanino powstałą w pierwszej połowie XIV w. do handlu z Zachodem. Wymyślono ją tak aby poprzez odpowiednią wielkość była wolna od zagrożenia obrzynaniem. Na ziemiach polskich pojawienie się kwartnika zasygnalizowało potrzebę wprowadzenie takiej monety.
Półgrosz zdobył na ziemiach polskich ogromną popularność. Od czasów Władysława I Jagiełły aż do reformy monetarnej Zygmunta I Starego stanowił podstawę systemu monetarnego, pełniąc funkcję grubej jednostki srebrnej.
Chociaż nazwy półgrosz używa się czasami błędnie w odniesieniu do kwartników Kazimierza III Wielkiego, to jednak pierwsza emisja została przeprowadzona za panowania Władysława II Jagiełły. Wprowadzono wtedy do obiegu:
- półgrosze („kwartniki duże”) koronne w 1394 r.,
- kwartniki ruskie w 1404 r.

Kolejnych emisji dokonywano za czasów panowania:
- Kazimierza Jagiellończyka,
- Jana Olbrachta,
- Aleksandra Jagiellończyka.

Dopiero w 1526 r. Zygmunt Stary reformując system monetarny oparł go na groszu. Było to spowodowane głównie walką z fałszerstwami rodzimymi i napływającym na teren państwa półgroszem świdnickim. Po reformie z 1526 r. półgrosz koronny miał masę 1,03 grama i był wybity ze srebra próby 375.
Odtąd półgrosze pojawiał się głównie w Wielkim Księstwie Litewskim, gdzie nadal stanowiły główny gatunek monety. Ostatnia duża emisja odbyła się za Zygmunta Augusta (1,25 grama srebra próby 375).
W okresie panowania Stefana Batorego produkcję półgroszy uruchomiano jedynie sporadycznie (0,95 grama srebra próby 359). W tym czasie półgrosz uległ deprecjacji pod względem wartości do rzędu drobnych. Po reformie Stefana Batorego z 1580 r.zrezygnowano z emisji półgroszy na rzecz szeląga.
Po blisko 200 latach przerwy półgrosz powrócił w wyniku reformy monetarnej Stanisława Augusta Poniatowskiego z 1766 r. tym razem w postaci monety miedzianej o masie 1,95 grama. Pełnił wyłącznie funkcje zdawkowe.
W okresie zaborów półgrosze bito przez:
- Prusy dla Prus Południowych (1796, 1797)[20],
- Prusy dla Prus Zachodnich i Wschodnich (1811)[21].

Księstwo Warszawskie zaordynowało wybicie półgroszy, ale do emisji nigdy ostatecznie nie doszło.

### Półtorak
Półtorak, czyli moneta o wartości 1½ grosza, został wybity po raz pierwszy w 1614 r. w ramach antykryzysowych działań Zygmunta III Wazy. Stanowił wówczas narzędzie dewaluacji ponieważ, choć nominalnie był warty 3/2 grosza, pod względem zawartości srebra odwoływał się do wartości grosza obniżonej o 30%.
Za Zygmunta III Wazy półtoraki były bite nieprzerwanie w latach 1614–1629 przede wszystkim w mennicach koronnych głównie w Bydgoszczy i tylko wyjątkowo na Litwie oraz w Rydze. Półtorak zygmuntowski był jednym z najpowszechniej stosowanych gatunków monet. W tym czasie półtorak koronny był monetą o masie 1,2 grama srebra próby 375, a litewski – 1,58 grama próby 469. Intensywną produkcję przerwano już pod koniec lat 20. XVII w. z powodu zajęcia Elbląga i Rygi przez Szwedów i uruchomienia tam produkcji naśladownictw polskich półtoraków, ale o gorszej próbie srebra.
Na mniejszą skalę emisję półtoraków wznowił Jan II Kazimierz. Bicie przeprowadził w latach:
- 1658–1659,
- 1661–1662,
- 1666.

Były to monety o masie 1,09 grama srebra próby 281. W trakcie panowania tego króla przeprowadzono również sporadyczne emisje litewskie (1,01 grama srebra próby 375). Bicia zaniechano w 1666 r.
Półtoraki bił również August III. Była to emisja saksońska zrealizowana w Lipsku. W legendzie monety napisano: „PULTORAK”.
Po raz ostatni półtoraka wybito w 1756 r. (masa 1,09 grama, srebro próby 203).

### Trzykrucierzówka
Trzykrucierzówka była monetą wywodzącą się z Austrii (połowa XVI w.). Na ziemiach polskich pojawiła się w drugim dziesięcioleciu XVII w. na krótko. Bito ją między innymi w mennicy bydgoskiej w latach 1615–1618 jako odpowiednik półtoraka do handlu ze Śląskiem. Pod względem formalnym upodobniono ją do 3-krajcarowych groszy austriackich i śląskich. Tym właśnie tłumaczy się nietypowe dla systemu I Rzeczypospolitej wyrażenie nominału w krucierzach (krajcarach) podkreślone wybiciem cyfry 3.
Trzykrucierzówka nie przyjęła się na rodzimym rynku i dlatego jej bicia zaprzestano już w 1618 r.

### Dwojak

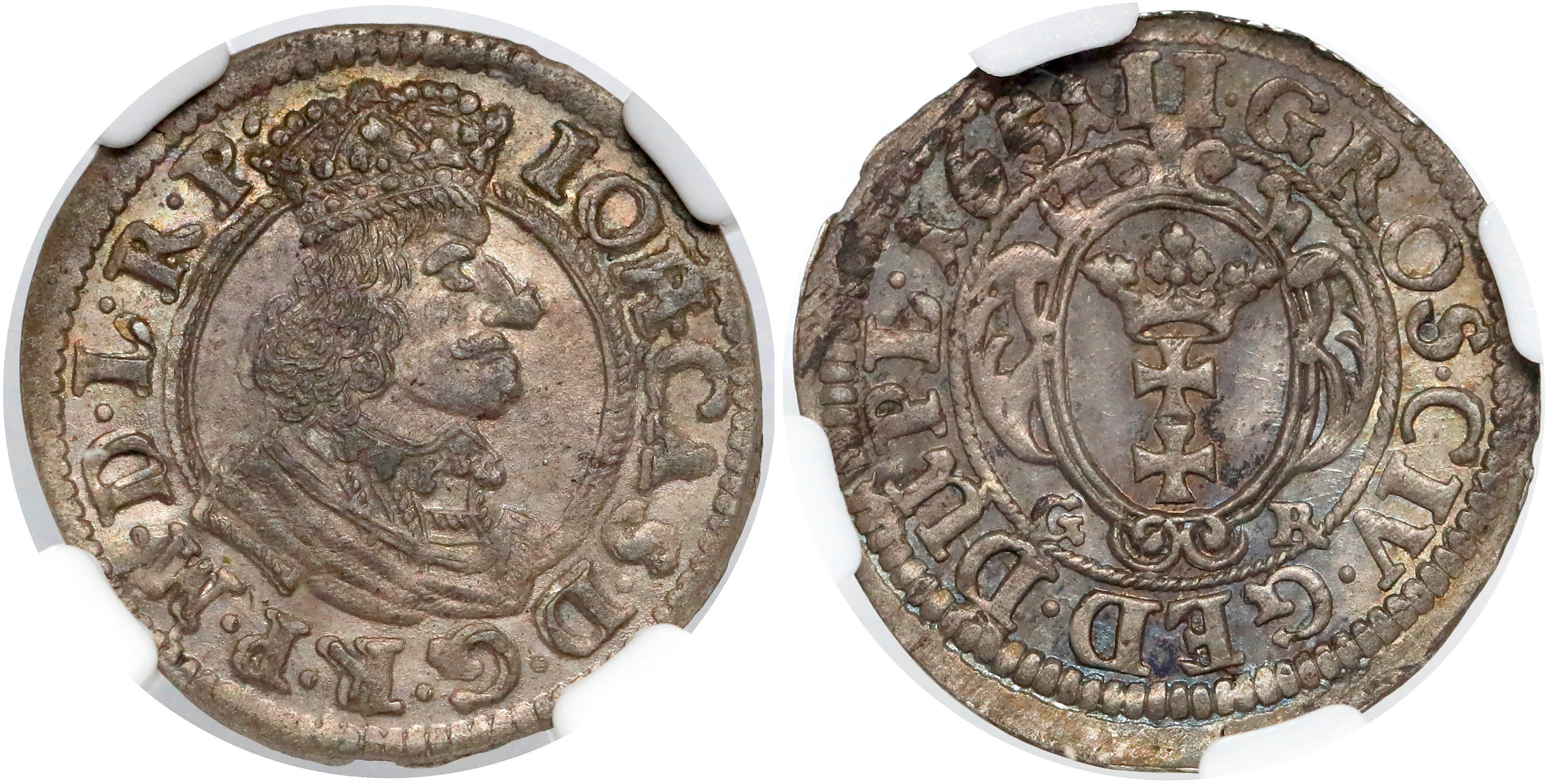
Gdański dwojak (1651)

Gatunek pieniądza odpowiadający dwóm groszom pojawił się w ramach domniemanej litewskiej reformy monetarnej Zygmunta II Augusta z 1565 r. Dwojak, tak jak czworak, miał pomóc w zharmonizowaniu systemów monetarnych Korony i Litwy. Dwugrosz był odpowiednikiem 4 półgroszy litewskich albo 5 koronnych. Dwojaki bito wyłącznie w 1565 r. (1,82 grama srebra próby 875).
Po raz drugi monetę dwugroszową wprowadzono za panowania Jana Kazimierza (1,25 grama srebra próby 438). Bito ją na większą skalę w latach 1651–1652 oraz 1654 w wielu mennicach koronnych, jak i miejskich (gdańskiej, toruńskiej i elbląskiej).
Trzecia emisja dwojaka była wynikiem reformy monetarnej Stanisława Augusta Poniatowskiego z 1766 r., jednak jej związek z poprzednikami można określać jako co najwyżej nominalny. System stanisławowski obejmował zarówno grosze srebrne, jak i miedziane. Moneta 2 grosze srebrne zwana była potocznie półzłotkiem (masa 3,34 grama srebra próby 438). W wyniku reformy monetarnej z 1787 r. grosz srebrny zlikwidowano, a więc i zakończyło to dzieje dwojaka stanisławowskiego.
W epoce nominałowych systemów monetarnych dwojak, jako moneta o nominale „2 grosze”, pojawił się w:
- II Rzeczypospolitej w 1924 r. najpierw w mosiądzu potem w brązie (średnica 17,6 mm, masa 2 gramy)[26],
- Polsce Ludowej (Rzeczypospolitej Polskiej z lat 1944–1952) w 1950 r. w aluminium (średnica 17,6 mm, masa 0,57 grama)[28],
- III Rzeczypospolitej jako moneta
  - powszechnego obiegu (średnica 17,5 mm, masa 2,13 grama) w
    - 1995 r. w mosiądzu manganowym[29][30]
    - 2014 r. w stali mosiądzowanej (istnieją egzemplarze z datą 2013)[29][30],

  - kolekcjonerska w 2019 r. (średnica 17,5 mm) w
    - srebrze (masa 5,1 grama, próba 925) oraz
    - złocie (masa 8,55 grama, próba 900)[31].

### Trojak
Pojawienie się trojaka wiązało się z tendencją do dewaluacji waluty groszowej w systemie bimetalicznym. Wzrost wyrażanej w groszach ceny dukata oraz talara zepchnął grosza na dalszy plan poprzez wielokrotności – szczególnie trojaki i szóstaki.
Pierwsze trojaki były wynikiem reformy monetarnej Zygmunta I Starego z 1526 r. Wówczas była to solidna moneta o masie 6,18 grama ze srebra próby 375. Produkcja ruszyła w 1528 r. w mennicach krakowskiej i miejskiej toruńskiej, a od 1535 r. dołączyły do nich pozostałe dwie miejskie mennice Prus Królewskich – Gdańsk i Elbląg.
Trojaki szybko stały się bardzo powszechną monetą. Masowo były bite również za panowania:
- Zygmunta Augusta (3,06 grama srebra próby 875),
- Stefana Batorego (2,44 grama srebra próby 844).

Za czasów Zygmunta III Wazy stały się najpopularniejszym gatunkiem monety polskiej. Emitowano wtedy trojaki:
- koronne (2,02 grama srebra próby 844),
- litewskie (2,23 grama srebra próby 844).

Trojaki Zygmunta rozprzestrzeniły się daleko poza granicami kraju – trafiły na Bałkany, Bliski Wschód i do Gruzji. Mennica w Raguzie biła naśladownictwa trojaków zygmuntowskich do 1756 r.
Emisję trojaków kontynuowano po reformie Jana Kazimierza z 1650 r. Były to monety o masie 1,68 grama srebra próby 375. O identycznych parametrach metrologiczny trojaki bito również w latach 1684–1685 za panowania Jana III Sobieskiego.
Należące do tego gatunku monety wypuszczali niezgodnie z prawem królowie z dynastii Wettynów (w Saksonii) oraz ich stronnicy (w Rosji). Do tej grupy zaliczane są emisje:
- Augusta II z 1706 r.
- hetmana Ludwika Pocieja w celu opłacenia wojsk walczących w Wielkim Księstwie Litewskim po stronie Sasa,
- Augusta III (1753–1745,1756).

August III emitował również trojaki zgodnie z prawem – w myśl ordynacji z 19 czerwca 1760 r. (1,529 grama srebra próby 291).
W wyniku reformy Stanisława Augusta Poniatowskiego z 1766 r. trojaki stały się monetą wyłącznie miedzianą o masie 11,65 grama – deprecjacja była następstwem degradacji grosza. W tej formie były produkowane do końca I Rzeczypospolitej.
W czasach zaborów emisji miedzianych trojaków dokonały:
- Monarchia Habsburgów dla wojsk cesarsko-królewskich stacjonujących w Galicji w czasie insurekcji kościuszkowskiej o masie 11,69 grama (1794)[19],
- Prusy dla Prus Południowych o masie 11,69 grama (1796–1797)[20],
- Prusy dla Wielkiego Księstwa Poznańskiego o masie 7,8 grama (1816–1817)[24],
- Księstwo Warszawskie o masie 8,57 grama (1810–1814)[25],
- Królestwo Kongresowe o masie 8,57 grama (1816–1841)[54],
- Królestwo Polskie okresu powstania listopadowego o masie 8,57 grama (1831)[55].

### Czworak
Czworak po raz pierwszy został wprowadzony przez Zygmunta Augusta na Litwie w 1565 r. w ramach działań, które miały doprowadzić do unifikacji monetarnej Korony i Litwy. Bity w latach 1565–1569 czworak litewski (1/15 kopy obrachunkowej) stanowił odpowiednich 5 groszy koronnych. Monety o masie 4,29 grama bito ze srebra próby 875.
Monetą zainteresowano się również poza granicami państwa Zygmunta II Augusta. Masowo wywożono ją do Niderlandów, naśladowano w Księstwie Cieszyńskim oraz hrabstwie Dezzana w Piemoncie. Mimo to w 1569 r. zaprzestano produkcji, prawdopodobnie z powodu zawarcia unii lubelskiej.
Po raz drugi czworak pojawił się w wyniku reformy monetarnej Stanisława Augusta Poniatowskiego z 1766 r. jako jedna z wielokrotności wprowadzonego wtedy grosza srebrnego. Czworaki te nazywano złotówkami. Pod taką nazwą występuje w wielu katalogach, ale ustawowa nazwa brzmiała „4 grosze”. Monetę bito:
- początkowo z 5,4 grama srebra próby 542,
- po 1787 r. z 5,38 grama srebra próby 521.

Ostatniego czworaka wyemitowano w 1795 r.

### Piątak (pięciogroszówka)
Pierwsze pięciogroszówki pojawiły się jako bilety zdawkowe na krótko w XVIII w. w czasie trwania insurekcji kościuszkowskiej.
Pierwsze pięciogroszówki w postaci monety, inspirowane najprawdopodobniej przez rozpowszechniający się system dziesiętny, wybito w Księstwie Warszawskim w 1811 r. Przebijano w tym celu pruskie monety bilonowe o nominale 1/48 talara.
Następna pięciogroszówka była częścią systemu monetarnego Królestwa Kongresowego. Bito ją ze srebra próby 194 na krążkach o masie 1,45 grama.
Swoje pięciogroszówki w bilonie wybiło również, z datą 1835, Wolne Miasto Kraków.
W epoce nominałowych systemów monetarnych piątak, jako moneta o nominale „5 groszy”, pojawił się w:
- II Rzeczypospolitej w 1924 r. w mosiądzu i później w brązie (średnica 20 mm, masa 3 gramy)[26],
- GG w latach 40. w cynku (średnica 16 mm, masa 1,72 grama, moneta z centralnym otworem o średnicy 4 mm)[27],
- Polsce Ludowej (Rzeczypospolitej Polskiej z lat 1944–1952 oraz PRL) w
  - 1950 r. w początkowo w brązie (średnica 20 mm, masa 3 gramy)[59],
  - 1956 r. w alupolonie (średnica 20 mm, masa 1 gram)[60],
  - 1958 r. w alupolonie (średnica 16 mm, masa 0,6 grama)[61],
- III Rzeczypospolitej jako moneta
  - powszechnego obiegu (masa 2,59 grama) w
    - 1995 r. w mosiądzu manganowym (średnica 19,5 mm),
    - 2014 r. w żelazie mosiądzowanym (średnica 19,48 mm) – istnieją egzemplarze z datą 2013[29][30],

  - kolekcjonerska w 2019 r. (średnica 19,48 mm) w
    - srebrze (masa 6,24 grama, próba 925) oraz
    - złocie (masa 10,48 grama, próba 900)[31].

W tej samej epoce, w II Rzeczypospolitej, pięciogroszówka przybrała również postać papierową biletu zdawkowego emisji 1924.

### Szóstak
Szóstak wprowadzono po raz pierwszy w wyniku reformy monetarnej Zygmunta I Starego. Od 1528 r. biły ten gatunek monety (masa 12,35 grama srebro próby 375) mennice w Krakowie i Toruniu.
Zygmunt II August wypuścił w 1547 r. pewną ilość szóstaków wybitych na stopę krakowską z mennicy wileńskiej (5,34 grama, srebro próby 875). W 1562 r. władca wybił też szóstaki o masie 14,95 grama ze srebra próby 344.
Za panowania Stefana Batorego mennica wileńska emitowała szóstaki w latach 1581 i 1586 (masa 4,88 grama, srebro próby 844).
Upowszechnienie szóstaka nastąpiło dopiero za panowania Zygmunta III Wazy, kiedy to ten gatunek monety zmieniał kilkakrotnie wartość w okresie zaburzeń monetarnych.
W latach 1595–1603 bito szóstaki w mennicach w Bydgoszczy, Lublinie, Wschowie i Malborku. W 1604 r. zdewaluowano szóstaki o prawie 10%, a w 1614 – o dalsze 12,5%. Stabilizacja nastąpiła w 1623 r., kiedy dla tego gatunku przyjęto masę 4,04 grama srebra próby 453. Opanowanie inflacji umożliwiło podjęcie produkcji szóstaków na dużą skalę. W latach 1623–1627 emisję przeprowadziły mennice koronne w Krakowie i Bydgoszczy.
Za panowania Władysława IV nie bito szóstaków.
Po przeprowadzeniu reformy monetarnej przez Jana Kazimierza w 1656 r. podjęto szeroko zakrojoną produkcję w Koronie (Kraków, Poznań, Bydgoszcz, Wschowa, Lwów). Od 1664 r. rozpoczęto produkcję na Litwie w mennicy wileńskiej.
Za panowania Jana III Sobieskiego szóstaki stanowiły najpowszechniejszy gatunek monety. Bito je w latach 1677–1687.
August II produkował je bez tytułu prawnego w mennicy w Lipsku.
Szóstakiem był też osławiony „Ludu Płacz”, czyli moneta używana przez podskarbiego Ludwika Pocieja do opłacenia stronników Sasów działających w Wielkim Księstwie Litewskim (długo kojarzona z Grodnem, ale w rzeczywistości wybita w Rosji). Szóstaki Pocieja zostały zdelegalizowane w 1709 r.
W latach 1753–1756, bez tytułu prawnego, szóstaki wypuszczał z mennicy lipskiej August III.
Prawny tytuł do bicia szóstaków dawała dopiero ordynacja z 10 listopada 1760 r. Określono w niej szóstaka jako monetę srebrną o masie 2,936 grama próby 312.
Produkcję tego gatunku monetarnego kontynuowano w pierwszych latach panowania Stanisława Augusta Poniatowskiego w latach 1764–1765 w miejskich mennicach Gdańska i Torunia.
Następna emisja szóstaka odbyła się dopiero w latach 1794–1795 (masa 1,6 grama, srebro próby 200).
Po raz ostatni szóstaki wyemitowano w Księstwie Warszawskim w czasie oblężenia Zamościa w 1813 r. Były to jednak monety miedziane przebite z austriackich sześciokrajcarówek.

### Dziesięciogroszówka (10 groszy)
Pierwsze monety dziesięciogroszowe, które nawiązując do polskiej tradycji można by było nazwać „dziesiątakami”, pojawiły się dopiero pod sam koniec I Rzeczypospolitej w wyniku reform monetarnych z 1786 i 1787 r. Likwidacji uległ wtedy srebrny grosz, a w jego miejsce wprowadzono nowy gatunek bilonu – dziesięciogroszówkę o nominale określonym jako „10 groszy miedzianych”. W rzeczywistości była to moneta srebrna o masie 2,49 grama próby 375.
Dziesięciogroszową monetę wypuszczała również kościuszkowska Rada Najwyższa Narodowa po ogłoszeniu zmiany stopy menniczej 14 czerwca 1794 r. Wypuszczono również wówczas bilety zdawkowe o tym nominale.
Bilonowe dziesięciogroszówki bito także w Księstwie Warszawskim (masa 2,9 grama, srebro próby 194).
W Królestwie Kongresowym również bito bilonowe dziesięciogroszówki (masa 2,9 grama, srebro próby 194). Monety bito do roku 1865 aczkolwiek po 1842 r. antydatowano je na „1840”. W ten sposób dziesięciogroszówka z datą 1840 r. stała się jedną z najbardziej powszechnych polskich monet okresu zaborów.
Z datą 1835 bilonowe dziesięciogroszówki wyemitowało również Wolne Miasto Kraków.
W epoce nominałowych systemów monetarnych moneta o nominale „10 groszy” pojawiła się w:
- II Rzeczypospolitej w 1924 r. w niklu (średnica 17,6 mm, masa 2 gramy)[26],
- GG w latach 40. w cynku (średnica 17,6 mm, masa 2 gramy)[27],
- Polsce Ludowej (Rzeczypospolitej Polskiej z lat 1944–1952 oraz PRL) w
  - 1950 r. w miedzioniklu (średnica 17,6 mm, masa 2 gramy)[69],
  - 1956 r. w alupolonie (średnica 17,6 mm masa 0,7 grama)[70],
- III Rzeczypospolitej jako moneta
  - powszechnego obiegu (średnica 16,5 mm, masa 2,51 grama) w
    - 1995 r. w miedzioniklu,
    - 2020 r. w stali pokrytej miedzią i niklem[29][30][30] (istnieją egzemplarze z datą 2019)[71],

  - kolekcjonerska w 2019 r. (średnica 16,5 mm) w
    - srebrze (masa 4,51 grama, próba 925) oraz
    - złocie (masa 7,57 grama, próba 900)[31].

W tej samej epoce, w II Rzeczypospolitej, dziesięciogroszówka przybrała również postać papierową biletu zdawkowego emisji 1924.

### Dwudziestogroszówka (20 groszy)
W epoce kruszcowych systemów monetarnych, a więc opartych przede wszystkim na gatunkach pieniądza, w obiegu nie pojawiła się moneta dwudziestogroszowa, ale w Królestwie Kongresowym ramach przygotowań do reformy Kankrina z roku 1841 planowano i opracowano wersje próbne srebrnych dwunominałowych dwudziestogroszówek, które były jednocześnie 10-kopiejkówkami (średnica 18 mm, próba srebra 868, masa 2,07 grama).
W epoce nominałowych systemów monetarnych moneta o nominale „20 groszy” pojawiła się w:
- II Rzeczypospolitej w 1924 r. w niklu (średnica 20 mm, masa 3 gramy)[26],
- GG w latach 40. w cynku (średnica 20 mm, masa 2,97 grama)[27],
- Polsce Ludowej (Rzeczypospolitej Polskiej z lat 1944–1952 oraz PRL) w
  - 1950 r. w miedzioniklu (średnica 20 mm, masa 3 gramy)[73],
  - 1956 w alupolonie (średnica 20 mm, masa 1 gram)[74],
- III Rzeczypospolitej jako moneta
  - powszechnego obiegu (średnica 18,5 mm, masa 3,22 grama) w
    - 1995 r. miedzioniklu,
    - 2020 r. w stali pokrytej miedzią i niklem[29][30][30] (istnieją egzemplarze z datą 2019)[71],

  - kolekcjonerska w 2019 r. (średnica 18,5 mm) w
    - srebrze (masa 5,49 grama, próba 925) oraz
    - złocie (masa 9,2 grama, próba 900)[31].

W tej samej epoce, w II Rzeczypospolitej, dwudziestogroszówka przybrała również postać papierową biletu zdawkowego emisji 1924.

### Czterdziestogroszówka (40 groszy)
Moneta czterdziestogroszowa pojawiła się w Królestwie Kongresowym na mocy ukazu carskiego z 21 stycznia 1841 r. wprowadzającego z dniem 1 stycznia 1842 r. w miejsce waluty złotowej tzw. monety rosyjsko-polskie, czyli odnoszące się do rosyjskiego systemu pieniężnego, gdzie nominał kopiejkowy był niejako podstawowym, a groszowy – jedynie jego oddaniem w tradycyjnej walucie polskiej. Czterdziestogroszówka stanowiła zatem odpowiednik rosyjskiej 20-kopiejkówki. Bito ją ze srebra próby 868 na krążkach o masie 4,13 grama. O jej względnie polskim charakterze przesądza fakt, że podobnie jak pięćdziesięciogroszówka, należała do ostatnich monet zaborczych noszących polską legendę.
Moneta utraciła moc obiegową 1 stycznia 1891 r.

### Pięćdziesięciogroszówka (50 groszy)
Podobnie jak czterdziestogroszówka, moneta pięćdziesięciogroszowa pojawiła się również w Królestwie Kongresowym na mocy ukazu carskiego z 21 stycznia 1841 r. i była lokalną wersja monety 25-kopiejkowej bitą z 5,18 grama srebra próby 868. Monetę wycofano z obiegu 1 stycznia 1891 r.
W epoce nominałowych systemów monetarnych moneta o nominale „50 groszy” pojawiła się w:
- II Rzeczypospolitej w 1924 r. w niklu (średnica 23 mm, masa 5 gramów)[78],
- GG w stali (średnica 23 mm, masa 5 gramów) – były to monety wybite w II RP jako rezerwa na wypadek wojny[27],
- Polsce Ludowej (Rzeczypospolitej Polskiej z lat 1944–1952 oraz PRL) w
  - 1950 r. w miedzioniklu (średnica 23 mm, masa 5 gramów)[79]
  - 1956 w alupolonie (średnica 23 mm, masa 1,6 grama)[80],
- III Rzeczypospolitej jako moneta
  - powszechnego obiegu (średnica 20,5 mm, masa 3,94 grama) w
    - 1995 r. w miedzioniklu,
    - 2020 r. w stali pokrytej miedzią i niklem[29][30][30] (istnieją egzemplarze z datą 2019)[71],

  - kolekcjonerska w 2019 r. (średnica 20,5 mm) w
    - srebrze (masa 6,71 grama, próba 925) oraz
    - złocie (masa 11,28 grama, próba 900)[31].

W tej samej epoce pięćdziesięciogroszówka przybrała również postać papierową:
- biletu zdawkowego (emisja 1924) – II Rzeczpospolita[75],
- banknotu (emisja 1944) – Polska Ludowa (Rzeczpospolita Polska z lat 1944–1952)[81].

## Puło
Puło to gatunek pieniądza zaistniały po inkorporacji Rusi Czerwonej do Korony Królestwa Polskiego w połowie XIV w. W ten właśnie sposób włączono do obrotu monety bite w mennicy lwowskiej. Były nimi przeznaczone tylko dla Rusi:
- srebrne groszyki stanowiące jednostkę nadrzędną, pokrewne krakowskim kwartnikom oraz
- puła – małe miedziaki o masie ok. 1,25 grama pełniące funkcję jednostek podrzędnych, niemające precedensu w systemie monetarnym Korony, a co za tym idzie niewymienialne na monetę koronną.

Moneta stanowiła swoisty fenomen w XIV w. systemie monetarnym I Rzeczypospolitej. We wszystkich krajach Europy Zachodniej miedź nie była w tym okresie kruszcem menniczym. Na Rusi najprawdopodobniej monety miedziane były potrzebne w relacjach handlowych z Cesarstwem Wschodnim, gdzie srebro już wtedy prawie całkiem nie było wykorzystywane w mennictwie, które było zdominowane przez złoto i właśnie miedź. Można więc postawić tezę, że miedziane puło było zapożyczeniem z orientalnych systemów monetarnych, zarówno bizantyjskiego, jak i arabskiego czy tatarskiego. Zapożyczenie dotyczyło jednak tylko wykorzystywanego metalu, gdyż stemple do bicia puła przyjęto w całości z Zachodu.
Objęcie władzy przez Władysława II Jagiełłę przyniosło stopniowe zniesienie odrębności Rusi, co w efekcie doprowadziło do rezygnacji z bicia puła w 1388 r.

## Floren
Floren pojawił się na początku epoki grosza w ramach przyjmowania przez miasta północnowłoskie grubej monety. Ten gatunek pieniądza wprowadziła Florencja w 1252 r. Nazwa wywodzi się od lilii herbowej – fiore. Mocną stroną florena było konsekwentne utrzymywanie standardu wagowego (3,5 grama złota) oraz powszechnie rozpoznawana szata ikonograficzna:
- na awersie lilia,
- na rewersie św. Jan Chrzciciel.

Moneta opanowała ówczesne rynki, zwłaszcza tereny na północ od Alp. Co roku produkowano od 500 tys. do 1 mln sztuk, na co zużywano 3,5 tony czystego złota.
Znane są lokalne naśladownictwa florena, jak np. aureus polonus zwany czasami florenem Władysława I Łokietka.
Korzystając z miejscowych złóż złota, florena bito między innymi na Śląsku – ok. 1345 r. w Legnicy i Świdnicy.
Największe znaczenie w Europie Środkowej miał floren węgierski, na ziemiach polskich był doskonale znany, w praktyce występował jako podstawowy typ złoty. W pewnym momencie był wykorzystywany jako stały miernik wartości monet srebrnych i w ten sposób przyczynił się do powstania polskiego złotego, stanowiącego początkowo jedynie jednostkę obrachunkową równą 30 groszom, co odpowiadało w pewnym momencie kursowi wymiany właśnie florena węgierskiego. Od domieszki miedzi, służącej wzmocnieniu trwałości monety, nadającej charakterystyczną barwę, florena węgierskiego nazywano „czerwonym złotym”.

## System dukata

### Dukat
Dukat był jednym z najważniejszych gatunków pieniądza w dziejach nowożytnej Europy. Pojawił się wraz z towarzyszącym epoce grosza renesansem monety złotej, który to zapoczątkował Fryderyk II Hohenstauf, przystępując w 1231 r. na Sycylii do produkcji augustalisa. Pomysł bicia złotej monety podchwyciły państwa północnowłoskie. W 1284 r. Wenecja wybiła własną złotą monetę, skądinąd będącą konkurencją dla florena. Na awersie umieszczono św. Marka wręczającego chorągiew doży, na rewersie zaś Chrystusa w mandorli oraz legendę: „Sit tibi Christe datus quem tu regis iste ducatus” (pol. Niech ci będzie, o Chryste, dane to księstwo, któremu królujesz). Właśnie od ostatniego słowa łacińskiej legendy ukuto najprawdopodobniej nazwę tego gatunku pieniądza.
W początkowej fazie dukat zdominował handel ze Wschodem. Następnie rozpowszechnił się na te kraje Europy, których nie opanował floren.
Dukat wenecki ustanowił standard stopy menniczej, wynoszącej: 3,5 grama złota próby 968.
W Wenecji dukata bito niemal identycznymi stemplami aż do roku 1797.
Na ziemiach polskich pierwszą monetą podobną do dukata był aureus polonus Władysława I Łokietka z 1330 r. Następna, równie efemeryczna próba bicia rodzimego tego gatunku pieniądza przypadła dopiero na 1503 r. – dukat Aleksandra Jagiellończyka.
Wielka kariera dukata rozpoczęła się wraz z przyjęciem systemu bimetalicznego (srebro, złoto). Złoto przejęło rolę grubej monety, wykorzystywanej przede wszystkim w obrocie zagranicznym i wielkim handlu.
Na ziemiach polskich dukat był bity zarówno w formie podstawowej, jak i wielokrotnościach i frakcjach.
Ordynacja Zygmunta I Starego z 16 lutego 1528 r. formalnie wprowadzała dukata. Wielkość przeprowadzonej emisji na jej podstawie, po raz pierwszy pozwalała na stwierdzenie, że do obiegu wprowadzono „złoto”. Emisja złotych monet, poza celem prestiżowym, miała również za zadanie powstrzymanie stałego wzrostu kursu dukata wobec grosza, będącego efektem niedostatku na rynku monet złotych (głównie węgierskich) przy jednoczesnym nadmiarze srebrnych. To właśnie z tych powodów dukat koronny był wzorowany ściśle na emisjach obcych, zarówno pod względem masy, jak i próby.
Z jednej grzywny stopu składającego się z:
- 23½ karata złota,
- ½ karata srebra,
- 1 grama miedzi dla wzmocnienia koloru,

wybijano 56 sztuk.
Rodzime dukaty bito również za panowania:
- Zygmunta II Augusta,
- Stefana Batorego,
- Zygmunta III Wazy,
- Władysława IV Wazy,
- Jana II Kazimierza Wazy,
- Jana III Sobieskiego,
- Augusta II Sasa (bezprawnie),
- Augusta III Sasa (bezprawnie),
- Stanisława Augusta Poniatowskiego.

Reforma monetarna Jana II Kazimierza z 1650 r. dotyczyła także stopy menniczej dukata, którą zdefiniowano teraz na modłę niemiecką: „Czerwony złoty Iperialney ligi [próby] y wagi, po złotych sześć”. Oznaczało to odejście od ciągle obowiązującej ordynacji menniczej Zygmunta I Starego z 1528 r. poprzez zastąpienie dotychczasowej grzywny menniczej monet złotych (200,095 grama), nową wynoszącą 233,8123 grama. Z dawnej grzywny bito 56 dukatów z nowej 67, jednak masa dukata spadła z 3,57 grama, do 3,49 grama przy polepszonej próbie złota (z 967 na 986). W efekcie zawartość czystego kruszcu nie uległa zmianie.
Następna zmiana uregulowań prawnych w zakresie emisji złotych nastąpił w trakcie reformy monetarnej Stanisława Augusta Poniatowskiego. Zaczęto bić dukaty ściśle według pieniędzy holenderskich (aprobowanych także przez niemiecki układ konwencyjny), co pozwoliło monetom I Rzeczypospolitej kursować na równi z rozpowszechnionymi dukatami niderlandzkimi i niemieckimi. Przy okazji tej zmiany osiągnięto korzystny kurs wymiany na dukaty węgierskie. Z jednej grzywny kolońskiej czystego złota (233,812 grama) wybijano 68 52/283 dukata. Jako że próba miała wynosić 982,6, dało to dokładnie 67 dukatów z jednej grzywny stopu.
W czasach zaborów złote dukaty typu holenderskiego bito w Księstwie Warszawskim.
W Królestwie Kongresowym zrezygnowano z dukatów na rzecz pojedynczych i podwójnych złotych królewskich.
Po raz ostatni w dziejach w czasie powstania listopadowego Rząd Narodowy powrócił do tradycji dukata. Była to moneta obliczona przede wszystkim na zakup broni za granicą, dlatego nadano jej formę całkowitej kopii dukata holenderskiego, nawet z napisem: „MONETA AUREA REGNI BELGII” wstawiając jedynie w miejsce znaku mennicy utrechckiej małego orła polskiego. Próba wykorzystanego stopu wynosiła 982 (nieco lepsza od właściwej holenderskiej). Był to jedyny w dziejach polskiego mennictwa przypadek bicia monety obcej na własny rachunek.
W II Rzeczypospolitej w systemie złotowym do dukata już nie powrócono, choć planowana w systemie z 1924 r. Dziesięciozłotówka była mu bardzo bliska (3,2258 grama złota próby 900).
Zmiana systemu monetarnego z listopada 1927 r. wprowadziła złotą monetę 25-złotową, której nadano ustawowe miano dukata, ale moneta taka nigdy nie została wprowadzona do obiegu.

### Portugał
Portugał był złotą monetą o równowartości 10 dukatów. Z reguły miał masę 35,73 grama i był wykonany ze złota próby 967. Nazwa tego gatunku pieniądza związana była z Portugalią. Portugalia zaopatrywała rynki europejskie, w tym również północnej części kontynentu, w towary z Nowego Świata. Dla potrzeb wielkiego handlu portugalski król Emanuel I jako pierwszy wybił bardzo grube monety złote zwane portugueses, równe 10 cruzados (portugalskim dukatom). W wieli krajach europejskich szybko zauważono przydatność 10-dukatówek w obrotach międzynarodowych, szczególnie, że Portugalczycy handlowali z całą Europą Północną, w tym między innymi z Zygmuntem II Augustem, który w Wilnie w 1562 r. wybił pierwszego portugała dla ziem I Rzeczypospolitej. Zygmuntowskie naśladownictwo obejmowało jedynie cechy metrologiczne (masa, próba), natomiast ikonograficznie oparte było na lokalnych standardach.
Wszystkie następne emisje portugałów na ziemiach polskich związane były z kontaktami handlowymi z Półwyspem Iberyjskim. Portugały bito w czasach panowania:
- Stefana Batorego,
- Zygmunta III,
- Władysława IV.
- Jana II Kazimierza.

Szczególny rozkwit mennictwo portugałów osiągnęło w czasach Zygmunta III Wazy. Dziesięciodukatówki bito w:
- Olkuszu,
- Poznaniu,
- Malborku,
- Krakowie,
- Bydgoszczy,
- Wilnie.

Wprowadzono wtedy również półportugały, czyli pięciodukatówki.
Po wprowadzeniu reformy monetarnej z 1650 r. zmieniły się dane metrologiczne między innymi portugała, choć nie zawartość czystego kruszcu – nowa ustawowa masa monety to: 34,9 grama złota próby 986.
Ostatniego portugała I Rzeczypospolitej wybito w 1652 r.
Samo pojęcie „portugał” utrzymało się długo po ustaniu kontaktów handlowych z Portugalią i zaniechaniu produkcji tego gatunku pieniądza. Określano nim np. w tekstach testamentów, wszystkie bardzo grube monety złote, szczególnie wielokrotności dukatów.

### Inne wielokrotności
W I Rzeczypospolitej, poza 10- i 5-dukatówkami bito również inne wielokrotności dukata. Szczególną uwagę zwraca 100-dukatówka wybita w 1621 r. w Bydgoszczy (masa 357,31 grama, średnica 70 mm). Była to moneta o charakterze okolicznościowym – upamiętniała zwycięstwa nad Turkami i bitwę pod Chocimiem. Wykonanymi przez Samuela Ammona stemplami wybito wówczas również inne wielokrotności:
- 90-dukatówkę,
- 80-dukatówke,
- 60-dukatówkę,
- 50-dukatówkę,
- 40-dukatówkę.

Wszystkie okolicznościowe emisje z 1621 r. były wykonane w małych nakładach.
Większe znaczenie ekonomiczne miały koronne i litewskie obiegowe wielokrotności dukata (1½-, 2-, 3-, 4- i 6-dukatówki).

## Półkopek
Półkopek był jednym z gatunków monet wprowadzonych w ramach wielkiej litewskiej reformy monetarnej zrealizowanej za rządów Zygmunta II Augusta (1564–1565). Była to „najgrubsza” z nowych monet srebrnych, nominalnie warta pół kopy obrachunkowej, czyli 30 groszy litewskich, co w tamtym czasie odpowiadało 37½ grosza polskiego. Nie był to więc protoplasta „złotówki” jak podają niektórzy badacze.
Emisja półkopka miała zaspokoić potrzeby skarbu związane z finansowaniem wojny w Inflantach.
Dane metrologiczne półkopka generują pewne spory wśród badaczy. Można jedynie stwierdzić, że jego masa to nie mniej niż 27,83 grama srebra próby 734.

## System talara

### Talar
Najważniejszym bitym w srebrze gatunkiem pieniądza systemu bimetalicznego był talar. Nazwa wywodzi się od miejscowości w Czechach – Jachymov (niem. nazwa Joachimsthal), gdzie w latach 80. XV w. podjęto eksploatację złóż srebra. Talara zapoczątkowała moneta wybita w 1477 r. w Brabancji, przez arcyksięcia Maksymiliana. Talar na początku miał być swoistym srebrnym odpowiednikiem dukata.
Produkcję talara rozpoczęli w 1522 r. właściciele Joachimsthal, hrabiowie Schlick, którzy otrzymawszy prawo mennicze, zobowiązali się do przestrzegania ówczesnej stopy saskiej według której bita moneta powinna mieć masę 1 uncji (29,2 grama) i być wykonana ze srebra próby 937,5.
Na ziemie polskie talar napłynął w końcowych latach panowania Zygmunta II Augusta z:
- Rzeszy,
- Niderlandów – tzw. talar lewkowy,
- Burgundii – tzw. talar krzyżowy,

oraz innych krajów. Napływające duże monety srebrne nosiły różne nazwy:
- peso (hiszpańskie),
- korona (angielskie),
- ecu blanc (francuskie),
- scudo (włoskie),
- patagon (niderlandzkie).

Nie wszystkie napływające monety miały taką samą wartość. Z tego też powodu na sejmie koronnym w Piotrkowie w 1567 r. wydano uniwersał ustalający właściwy kurs wielu rodzajów talarów obcych; dokument zilustrowano wzorcowymi drzeworytami.
Do szerokiego obiegu ten gatunek pieniądza wszedł za panowania Stefana Batorego, kiedy to po reformie z 1580 r. produkcję podjęły mennice koronne, litewska oraz miejska gdańska.
Szczytowy okres emisji talarów to panowanie Zygmunta III Wazy, kiedy to głównymi producentami były mennice koronne oraz miejska Torunia.
Talary bili również dwaj następni Wazowie: Władysław IV i Jan II Kazimierz.
W okresie krótkich rządów Michała Korybuta Wiśniowieckiego niewielkie ilości talarów biła miejska mennica Elbląga, a za czasów Jana III Sobieskiego – mennica bydgoska i miejska Gdańska.
Emisja gdańskiego talara z 1685 r. była ostatnim biciem talara miejskiego.
Talary produkowano także za panowania obydwu Sasów oraz Stanisława Augusta Poniatowskiego.
Za silną pozycję tego gatunku pieniądza odpowiadał niezmieniający się przez wieki standard metrologiczny – zmieniały się jedynie kursy wobec innych gatunków monet. Według ordynacji Stefana Batorego z 24 kwietnia 1578 r. masa talara wynosiła 28,23 grama srebra próby 844, a 200 lat później, za panowania Stanisława Augusta Poniatowskiego – 28,06 grama srebra próby 833.
200-letnia stabilność nie oznaczała, że nie pojawiały się „manipulacje” przy standardzie, które jednak miały nietrwały charakter. Po raz pierwszy w 1620 r. wypuszczono przeceniony, tzw. „talar lekki”, wart 40 groszy, choć nadal bito talara „ciężkiego” o dwukrotnie większym kursie (80 groszy), na dodatek z wykorzystaniem tych samych stempli. Już w 1623 r. zrezygnowano z tej modyfikacji pozostawiając na rynku jedynie „ciężką” wersję.
Na dobre rozchwianie standardu tego gatunku pieniądza nastąpiło dopiero pod koniec rządów Stanisława Augusta Poniatowskiego. W 1794 r. wprowadzono tzw. talary 6-złotowe, obniżając masę monet do 24,1 grama srebra próby 688.
Talary były produkowane również w okresie Księstwa Warszawskiego, kiedy to nastąpiła dalsza deprecjacja tego gatunku pieniądza. Bito wtedy talary 6-złotowe o masie 22,96 grama srebra próby 719, chociaż w Księstwie obiegały także talary saskie, które trzymały standard wagowy (28–29 gramów srebra).
W Księstwie Warszawskim w połowie 1811 r. pojawiły się bilety kasowe Księstwa Warszawskiego o nominałach: 1, 2 i 5 talarów.

### Ćwierćtalar
Rodzime ćwierćtalary pojawiły się w ramach reformy monetarnej Zygmunta III Wazy z 1623 r. Wprowadzono je w 1628 r. jako równowartość 5/6 złotego lub 22 groszy. Ćwierćtalary bito ze srebra próby 875 na krążkach o masie 7,21 grama. Przed reformą z 1623 r. funkcję ćwierćtalarów pełnił ort, ale po korektach kursu stosunek orta do talara, który powinien wynosić 1:4, uległ rozerwaniu.
Ćwierćtalary nie pojawiły się w reformie monetarnej Jana II Kazimierza z 1650 r. Powrócono do nich dopiero za czasów Augusta III Sasa w emisjach z lat 1760–1762, kiedy ćwierćtalary bito na podstawie nowo przyjętej stopy menniczej, tzw. konwencyjnej. Ćwierćtalar stanowił równowartość 1 złotego polskiego (30 groszy), miał masę 7,306 grama, bito go ze srebra próby 756.
W reformie monetarnej Stanisława Augusta Poniatowskiego ćwierćtalar został przemianowany na 8 groszy srebrnych bitych z 9,35 grama srebra próby 625. W tej wersji pojawiła się również moneta po drugiej reformie monetarnej Stanisława Augusta Poniatowskiego – z 1787 r. Bito ją wówczas z 9,32 grama srebra próby 601.
Monetę ostatecznie zniesiono po wprowadzeniu rozporządzenia Rady Najwyższej Narodowej z 14 czerwca 1794 r.

### Ort
Ort, początkowo równowartość ¼ talara, pojawił się za panowania Zygmunta III Wazy w okresie zmian dewaluacyjnych poprzedzających reformę z 1623 r., jako równowartość 10 groszy. Zmieniono tym samym kurs talara na 40 groszy. Orta wprowadzono w 1608 r. via Gdańsk. Uważano go wtedy za uniwersalny pieniądz do obsługi transakcji zagranicznych.
Na samym początku ort był monetą srebrna o masie 6,96 grama próby 875. Już w 1613 r. obniżono jakość do 81,6% dotychczasowej wartości, a w 1616 dokonano kolejnej deprecjacji, tym razem do 75% wartości (liczonej względem talara). W 1620 r. nastąpiła kolejna przecena orta. W tym okresie bito je z 6,73 gramów srebra próby 844. W trakcie reformy z 1623 r. po raz czwarty obniżono wartość orta, który – wbrew swej istocie – został uznany za 1/5 talara i zarazem 16 groszy. W latach 1623–1626 bito go z 7,21 grama srebra próby 688.
Pomimo tak wielu korekt kruszcowych ort szybko rozpowszechnił się po całej Rzeczypospolitej.
Po prawie ćwierćwieku produkcję ortów wznowił Jan II Kazimierz swoją ordynacją menniczą z 16 maja 1650 r. Kurs orta wyznaczono na 3/5 złotego polskiego, czyli 18 groszy, a bito go z 5,61 grama srebra próby 875. W czasie kolejnych ośmiu lat wprowadzono wiele korekt. W 1654 r. Gdańsk i Toruń obniżyły stopę menniczą – z grzywny bito 38, a nie 36 sztuk, przy jednoczesnym pogorszeniu próby z 875, do 750. Dalsze psucie próby ortów nastąpiło w 1656 i 1657 r. Reforma z 1658 r. ustaliła ich parametry na 6,31 grama srebra próby 625. Ostatnie roczniki Jana Kazimierza zostały wybite w 1668 r.
Orty emitowano również za panowania Jana III Sobieskiego, w latach 1677–1680 oraz 1684–1686 (6,32 grama srebra próby 625).
Orty, a także półorty, bił również August II. Były to emisje lipskie na menniczą stopę polską (1698 i 1704 r.), a także – jako tzw. monety polsko-saskie – według regulacji Saksonii. Monety te nie miały żadnego oparcia w prawodawstwie Rzeczypospolitej.
Dzieje orta zakończył uniwersał Przebendowskiego z 1717 r. zrównujący tymfa z ortem, uznający w ten sposób nazwę „tymf” za oficjalną.

### Półtalar
Za pierwszą na ziemiach polskich monetę półtalarową uważa się niekiedy litewskiego ćwierćkopka Zygmunta II Augusta z 1564 r., ale jest to efekt niewłaściwego utożsamiania litewskiego półkopka (wartego 30 groszy litewskich) z talarem.
Pierwszą monetę półtalarową wprowadził Stefan Batory w 1583 r. Stanowiła ona równowartość 7/12 złotego, przy obowiązującym wtedy kursie talara – 35 groszy. Bito ją z 14,41 grama srebra próby 844.
Następne monety półtalarowe bito za Zygmunta III Wazy, przy czym przed reformą monetarną z 1623 r. wypuszczane były zarówno zwykłe półtalary, jak i „półtalary lekkie” mające wartość połowy „talara lekkiego”.
W 1628 r. półtalar wart był 40 groszy. Bito go z 14,41 grama srebra próby 875. Identyczne monety półtalarowe bił także Władysław IV w latach 1633–1634 oraz 1640–1647.
Po reformie monetarnej Jana II Kazimierza z 1650 r. półtalar stanowił równowartość 45 groszy, ale charakterystyka metrologiczna pozostała bez zmian (14,42 gramy srebra próby 875). Emisje Jana Kazimierza miały miejsce w latach 1649 oraz 1651–1652.
Pomijając bezprawne emisje obydwu królów z dynastii Wettynów, półtalary ponownie wybito po przeniesieniu na teren Rzeczypospolitej produkcji monetarnej w połowie XVIII w. Półtalary Augusta III, mające kurs 2 złotych (60 groszy), trzymały standard wagowy, ale nie jakościowy – skorzystano z 14,613 grama srebra próby 756.
W systemie monetarnym wprowadzonym w 1766 r. przez Stanisława Augusta Poniatowskiego półtalar wart był 4 złote, ale bito go z 14,03 grama srebra próby 833.
Reformą z 1787 r. obniżono zawartość srebra w talarze, co automatycznie skutkowało zmianę parametrów półtalarów do 13,79 grama srebra próby 813. W takiej też formie zakończono emisje tego gatunku monetarnego.

## System złotego

### Złoty
Złoty polski po raz pierwszy został zdefiniowany w ordynacji menniczej Zygmunta I Starego z 1528 r. Była to wówczas wyłącznie jednostka obrachunkowa. Głównym celem wprowadzenia pojęcia złotego było ustanowienie stałego odnośnika systemu monetarnego, wobec którego można by było definiować wszystkie inne gatunki pieniądza. Zdefiniowano wówczas nie tylko podstawową jednostkę obrachunkową, ale i fundamentalną, niezmienną relację:
1 złoty polski = 30 groszy.
Przez następne 135 lat złoty polski nie uzyskał postaci materialnej. Po raz pierwszy złotego wybito w 1663 r., za panowania Jana II Kazimierza. Pojawiły się wtedy 30-groszowe monety zwane tymfami od nazwiska pomysłodawcy – generalnego wardajna i superintendenta mennic koronnych Andrzeja Tymfa.
Reforma walutowa Stanisława Augusta Poniatowskiego z 1766 r. usankcjonowała istnienie złotego poprzez wkomponowanie go w system monetarny:
1 talar = 8 złotych = 32 grosze srebrne = 240 groszy miedzianych.
W wyniku reformy złoty nie dzielił się na 30 groszy srebrnych, ale miedzianych. Ugruntowanej relacji z 1528 r. nadano charakter bimetaliczny – srebrna złotówka miała odpowiednią równowartość w miedzianych groszach.
Współistnienie obok siebie dwóch groszy – miedzianych i srebrnych, pozostających względem siebie  w relacji 7,5:1 – rynek zaadaptował w ten sposób, że pojawiły się nowe nazwy potoczne:
- dwugrosz srebrny nazwano półzłotkiem,
- grosz srebrny – ćwierćzłotkiem.

Złotówkę, opatrzoną nominałem 4 grosze, bito początkowo z 5,4 grama srebra próby 542, a po kolejnej reformie z 1787 r. – z 5,38 grama srebra próby 521.
Podczas insurekcji kościuszkowskiej wprowadzono jednozłotówki papierowe w formie biletów zdawkowych.
W czasie rozbiorów, w ich pierwszej fazie, emisję tego gatunku pieniądza w formie monetarnej kontynuowały organizmy kontrolowane przez zaborców.
W systemie monetarnym Księstwa Warszawskiego złotówkę, opatrzoną nominałem 1/6 talara, bito z 5,03 grama srebra próby 538.
W Królestwie Kongresowym w obiegu były zarówno srebrne monety jednozłotowe (4,54 grama srebra próby 593), jak i złote monety nazwane pojedynczymi złotymi królewskimi (25-złotówka o masie 4,91 grama wybita w złocie próby 903).
W czasie powstania listopadowego pojawił się banknot jednozłotowy.
W okresie pomiędzy powstaniem listopadowym, a wprowadzeniem z dniem 1 stycznia 1842 r. rubla w Królestwie Kongresowym w obieg wpuszczano srebrne dwunominałowe monety, których polski nominał to 1 złoty (masa 3,11 grama, próba 868).
Własną srebrną jednozłotową monetę wybiło z datą 1835 Wolne Miasto Kraków.
W epoce nominałowych systemów monetarnych moneta o nominale „1 złoty” pojawiła się w:
- II Rzeczypospolitej w
  - 1924 r. w srebrze (średnica 23 mm, masa 5 gramów, próba 750)[106],
  - 1929 r. w niklu (średnica 25 mm, masa 7 gramów)[106],
- Polsce Ludowej (Rzeczypospolitej Polskiej z lat 1944–1952 oraz PRL) w
  - 1950 r. w miedzioniklu (średnica 25 mm, masa 7 gramów)[107],
  - 1956 r. w alupolonie (średnica 25 mm, masa 2,12 grama)[108],
  - 1988 r. w aluminium (średnica 16 mm, masa 0,57 grama)[109],
- III Rzeczypospolitej jako moneta
  - powszechnego obiegu (średnica 23 mm, masa 5 gramów) w
    - 1995 r. w miedzioniklu,
    - 2020 r. w stali pokrytej miedzią i niklem[29][30][30] (istnieją egzemplarze z datą 2019)[71],

  - kolekcjonerska w
    - 2018 r. w złocie (masa, 62,2 grama, średnica 50 mm, próba 999,9)[110],
    - 2019 r. (średnica 23 mm) w
      - srebrze (masa 8,17 grama, próba 925) oraz
      - złocie (masa 13,72 grama, próba 900)[31].

W tej samej epoce złotówka przybrała również postać papierową:
- biletu zdawkowego (emisja 1919 wydrukowanego wcześniej jako banknot) – II Rzeczpospolita[111],
- biletu państwowego (emisja 1938) – II Rzeczpospolita[112],
- banknotu (emisja 1939) – II Rzeczpospolita na uchodźstwie (nigdy niewprowadzony do obiegu),
- banknotu (emisje 1940 oraz 1941) – GG[113],
- banknotu (emisje 1944 oraz 1946) – Polska Ludowa (Rzeczpospolita Polska z lat 1944–1952)[114],
- biletu zdawkowego (emisja 1971) – Polska Rzeczpospolita Ludowa (tajna seria E-71 na wypadek wojny), nigdy niewprowadzony do obiegu,
- banknotu (emisja 1990) – nigdy niewprowadzony do obiegu.

### Tymf
Monety nazywane tymfami nie były początkowo odrębnym gatunkiem pieniądza. W 1663 r. nazwę tę przypisano nominalnie srebrnym monetom 30-groszowym, czyli złotowym. Zawierały one mniej kruszcu niż wynosiła połowa ich wartości nominalnej. Były monetami mocno podwartościowymi (wartość zawartego w nich srebra była równa 12 groszom). Wartość brakującego srebra stanowiła podatek na rzecz państwa. O kruszcowym niedostatku użytkownik był powiadamiany w tekście legendy monety: „DAT PRETIVM SERVATA SALVS POTIORQUE METALLO EST” (pol. wartość tej monecie nadaje zbawienie ojczyzny, które jest więcej warte od metalu). Wybito około 6 mln takich „złotówek”.
Pomimo doraźnego charakteru, bite do 1667 r., tymfy pozostały w obiegu przez ponad stulecie. Z czasem oderwały się od swojej złotówkowej bazy, zyskując samodzielny kurs. Stały się podstawą jakby odrębnej „waluty miedzianej” nazywanej podówczas „bieżącą”, którą stworzyły wraz z boratynkami. Erozja ich wartości przebiegała następująco:
- na samym początku tymfy liczono jako równowartość 90 szelągów miedzianych, zgodnie z relacją: 1 złoty = 30 groszy = 90 szelągów.
- w czasach Michała Korybuta Wiśniowieckiego osiągnęły poziom 93 szelągów miedzianych,
- w okresie rządów Jana III Sobieskiego – 102 szelągi miedziane,
- w 1717 r. (za Augusta II) – 114 szelągów miedzianych, dzięki czemu zrównały się z ortem.

W 1765 r. ustalono dla tymfów kurs przymusowy 36 nowo emitowanych groszy miedzianych, a rok później dokonano ich ostatecznego wykupu po kursie 27 groszy miedzianych.

### Dwuzłotówka
Za pierwsze dwuzłotówki można uznać wybite na podstawie ordynacji Augusta III z marca 1760 r. monety srebrne o masie 13,763 grama próby 687.
Monety de facto dwuzłotowe, zaopatrzone nominałem 8 groszy srebrnych, bito za czasów Stanisława Augusta Poniatowskiego (masa 9,35 grama, próba 625, a po zmianie systemu monetarnego w 1787 r. – masa 9,32 grama, próba 601).
Dwuzłotówki były obecne w obrocie pieniężnym również w czasach zaborów.
W systemie monetarnym Księstwa Warszawskiego dwuzłotówkę, opatrzoną nominałem ⅓ talara, bito z 8,65 grama srebra próby 625. Oblężniczej emisji dwuzłotówki w srebrze dokonano także w trakcie oblężenia Zamościa w 1813 r.
W Królestwie Kongresowym w obiegu były zarówno srebrne monety dwuzłotowe (9,09 grama srebra próby 593), jak i złote monety nazwane podwójnymi złotymi królewskimi (50-złotówka o masie 9,81 grama wybita w złocie próby 903).
W czasie powstania listopadowego bito srebrną dwuzłotówkę ze zmienioną, na polecenie Rządu Narodowego, ikonografią (masa 9,09 grama, próba 593).
W okresie pomiędzy powstaniem listopadowym, a wprowadzeniem z dniem 1 stycznia 1842 r. rubla w Królestwie Kongresowym w obieg wpuszczano srebrne dwunominałowe monety, których polski nominał to 2 złote (masa 6,22 grama, próba 868).
W epoce nominałowych systemów monetarnych moneta o nominale „2 złote” pojawiła się w:
- II Rzeczypospolitej w srebrze w
  - 1924 r. (średnica 27 mm, masa 10 gramów, próba 750),
  - 1932 r. (średnica 22 mm, masa 4,4 grama, próba 750)[121],
- PRL w
  - 1958 r. w aluminium (średnica 27 mm, masa 2,7 grama),
  - 1975 r. w mosiądzu (średnica 21 mm, masa 3 gramy),
  - 1988 r. w aluminium (średnica 18 mm, masa 0,71 grama)[122],
- III Rzeczypospolitej jako moneta
  - powszechnego obiegu w 1995 r. bimetaliczna (B-Al/CuNi, średnica 21,5 mm, masa 5 gramów)[29][30],
  - okolicznościowa w
    - 1995 r. w miedzioniklu (średnica 29,5 mm, masa 10,8 grama),
    - 1996 r. w stopie nordic gold.(średnica 27 mm, masa 8,15 grama)[123],

  - kolekcjonerska w 2019 r. (średnica 21,5 mm) w
    - srebrze (masa 7,23 grama, próba 925) oraz
    - złocie (masa 12,13 grama, próba 900)[31].

W tej samej epoce dwuzłotówka przybrała również postać papierową:
- biletu zdawkowego (emisja 1919 wydrukowanego wcześniej jako banknot) – II Rzeczpospolita[111],
- biletu zdawkowego (emisja 1925) – II Rzeczpospolita[124],
- banknotu (emisja 1936) – II Rzeczpospolita[125],
- banknotu (emisja 1939) – II Rzeczpospolita na uchodźstwie (nigdy niewprowadzony do obiegu),
- banknotu (emisje 1940 oraz 1941) – GG[126],
- banknotu (emisje 1944, 1946 oraz 1948) – Polska Ludowa (Rzeczpospolita Polska z lat 1944–1952)[127],
- biletu zdawkowego (emisja 1971) – Polska Rzeczpospolita Ludowa (tajna seria E-71 na wypadek wojny), nigdy niewprowadzony do obiegu,
- banknotu (emisja 1990) – nigdy niewprowadzony do obiegu.

### Czterozłotówka (4 złote)
W czasie trwania insurekcji kościuszkowskiej wprowadzono do biegu na krótko papierowe czterozłotowe bilety zdawkowe.

### Pięciozłotówka (5 złotych)
Pierwsze pięciozłotówki pojawiły się na krótko w formie papierowej podczas insurekcji kościuszkowskiej.
Pierwsze pięciozłotówki w postaci monetarnej pojawiły się dopiero w czasach Królestwa Kongresowego, na podstawie ukazu cara/króla Aleksandra I z 1 grudnia 1815 r. Były to srebrne monety o masie 15,54 grama próby 868.
Od 1828 r. w użyciu była także papierowa wersja pięciozłotówki wprowadzana przez nowo utworzony Bank Polski (bilet kasowy Królestwa Polskiego emisji 1824 r. oraz banknot Banku Polskiego emisji 1 maja 1830 r.).
W czasie powstania listopadowego bito srebrną pięciozłotówkę ze zmienioną, na polecenie Rządu Narodowego, ikonografią (masa 15,54 grama, próba 868).
W okresie pomiędzy powstaniem listopadowym, a wprowadzeniem z dniem 1 stycznia 1842 r. rubla w Królestwie Kongresowym w obieg wpuszczano srebrne dwunominałowe monety, których polski nominał to 5 złotych (masa 15,55 grama, próba 868).
W epoce nominałowych systemów monetarnych moneta o nominale „5 złotych” pojawiła się w:
- II Rzeczypospolitej
  - formalnie wprowadzona do obiegu w wyniku zmiany ustroju monetarnego państwa z 1924 r. (Dz.U. z 1924 r. nr 7, poz. 65) jako moneta srebrna, w rzeczywistości ze względu na zbyt dużą zawartość czystego kruszcu nie pojawiła się w obrocie pieniężnym,
  - w powszechnym obiegu po drugiej reformie ustroju pieniężnego państwa z 5 listopada 1927 r. (Dz.U. z 1927 r. nr 97, poz. 855) r. w srebrze w
    - 1928 r. (średnica 33 mm, masa 18 gramów, próba 750),
    - 1932 r. (średnica 28 mm, masa 11 gramów, próba 750)[133],
- PRL w
  - 1958 r. w aluminium (średnica 29 mm, masa 3,45 grama),
  - 1975 r. w mosiądzu (średnica 24 mm, masa 5 gramów),
  - 1988 r. w aluminium (średnica 20 mm, masa 0,88 grama)[134],
- III Rzeczypospolitej jako moneta
  - powszechnego obiegu w 1995 r. bimetaliczna (CuNi/B-Al, średnica 24 mm, masa 6,54 grama)[29][30],
  - okolicznościowa w 2014 r. bimetaliczna (CuNi/B-Al, średnica 24 mm, masa 6,54 grama)[135][136],
  - kolekcjonerska w
    - 2011 r. w srebrze (średnica 24 mm, masa 7,07 grama, próba 925)[137],
    - 2019 r. (średnica 24 mm) w
      - srebrze (masa 9,43 grama, próba 925) oraz
      - złocie (masa 15,82 grama, próba 900)[31].

W tej samej epoce pięciozłotówka przybrała również postać papierową:
- banknotu (emisje 1919, 1924 oraz 1930) – II Rzeczpospolita[138],
- biletu zdawkowego (emisja 1925) – II Rzeczpospolita[139],
- biletu państwowego (emisja 1926) – II Rzeczpospolita[140],
- banknotu (emisja 1939) – II Rzeczpospolita na uchodźstwie (nigdy niewprowadzony do obiegu),
- banknotu (emisje 1940 oraz 1941) – GG[141],
- banknotu (emisje 1944, 1946 oraz 1948) – Polska Ludowa (Rzeczpospolita Polska z lat 1944–1952)[142],
- biletu zdawkowego (emisja 1971) – Polska Rzeczpospolita Ludowa (tajna seria E-71 na wypadek wojny), nigdy niewprowadzony do obiegu.
- banknotu (emisja 1990) – nigdy niewprowadzony do obiegu.

### Dziesięciozłotówka (10 złotych)
Pierwsze dziesięciozłotówki pojawiły się na krótko w formie papierowej podczas insurekcji kościuszkowskiej.
Analogicznie jak w przypadku kilku innych monet powiązanych z systemem dziesiętnym dziesięciozłotówkę wprowadzono po raz pierwszy w rosyjskim Królestwie Kongresowym, później jednak niż pozostałe nominały, bo dopiero w 1818 r. Były to srebrne monety o masie 31,1 grama próby 868.
Od 1828 r. w użyciu była także papierowa wersja dziesięciozłotówki wprowadzana przez nowo utworzony Bank Polski (bilet kasowy Królestwa Polskiego emisji 1824 r.).
W okresie pomiędzy powstaniem listopadowym, a wprowadzeniem z dniem 1 stycznia 1842 r. rubla w Królestwie Kongresowym w obieg wpuszczano srebrne dwunominałowe monety, których polski nominał to 10 złotych (masa 31,11 grama, próba 868).
W epoce nominałowych systemów monetarnych moneta o nominale „10 złotych” pojawiła się w:
- II Rzeczypospolitej
  - formalnie wprowadzona do obiegu w wyniku zmiany ustroju monetarnego państwa z 1924 r. (Dz.U. z 1924 r. nr 7, poz. 65) jako moneta złota, w rzeczywistości funkcjonująca jako złota moneta bulionowa (o zmiennej cenie sprzedaży w kasach Banku Polskiego), bita od 1926 r. (średnica 19 mm, masa 3,225 grama, próba 900),
  - w 1932 r. w srebrze (średnica 34 mm, masa 22 gramy, próba 750)[146][147],
- PRL w
  - 1959 r. w miedzioniklu (średnica 31 mm, masa 12,9 grama),
  - 1966 w miedzioniklu (średnica 28 mm, masa 9,5 grama),
  - 1975 r. w miedzioniklu (średnica 25 mm, masa 7,7 gramów),
  - 1988 r. w mosiądzu manganowym (średnica 22 mm, masa 4,27 grama)[148],
- III Rzeczypospolitej jako moneta kolekcjonerska w srebrze próby
  - 750
    - o masie 16,5 grama, średnicy 32 mm, w 1995 r.[149],

  - 925
    - o masie 16,5 grama, średnicy 32 mm, w 1995 r.[150],
    - o masie 14,14 grama
      - średnicy 32 mm, w 1997 r.[151],
      - jako klipa o kształcie
        - wachlarza o kącie rozwarcia 100°, w 2005 r.[152]
        - dziewięciokąta foremnego, w 2006 r.[153],
        - prostokąta o wymiarach 22,4x32 mm, w 2006 r.[154],
        - kwadratu o wymiarach 28,2x28,2 mm, w 2009 r.[155],
        - elipsy (40x26 mm), w 2010 r.[156]

W tej samej epoce dziesięciozłotówka przybrała również postać papierową banknotu w:
- II Rzeczypospolitej – 4 emisje (1919, 1924, 1926, 1929)[157],
- II Rzeczpospolitej na uchodźstwie – 1 emisja (1939), nigdy niewprowadzona do obiegu,
- GG – 1 emisja (1940)[158],
- Polsce Ludowej (Rzeczypospolitej Polskiej z lat 1944–1952 oraz PRL) – 4 emisje (1944, 1946, 1948, 1982)[159], 1 emisja tajna (1971) jako część serii E-71 na wypadek wojny, nigdy niewprowadzona do obiegu.
- III Rzeczypospolitej – 3 emisje (1994, 2012, 2016)[160] oraz kolekcjonerska (2008)[161], 1 emisja (1990) nigdy niewprowadzona do obiegu.

### Dwudziestozłotówka (20 złotych)
Dwudziestozłotówka została po raz pierwszy wprowadzona w Królestwie Kongresowym w okresie między powstaniem listopadowym, a wprowadzeniem z dniem 1 stycznia 1842 rubla jako jednostki monetarnej. Wypuszczono ją w postaci złotej monety dwunominałowej, której nominał polski to właśnie 20 złotych (masa 3,92 grama, próba 917).
W epoce nominałowych systemów monetarnych moneta o nominale „20 złotych” pojawiła się w:
- II Rzeczypospolitej formalnie wprowadzona do obiegu w wyniku zmiany ustroju monetarnego państwa z 1924 r. (Dz.U. z 1924 r. nr 7, poz. 65) jako moneta złota, w rzeczywistości funkcjonująca jako złota moneta bulionowa (o zmiennej cenie sprzedaży w kasach Banku Polskiego), bita od 1926 r. (średnica 21 mm, masa 6,451 grama, próba 900)[147][163],
- PRL w
  - 1973 r. w miedzioniklu (średnica 29 mm, masa 10,15 grama),
  - 1984 w miedzioniklu (średnica 26,5 mm, masa 8,7 grama),
  - 1988 r. w miedzioniklu (średnica 24 mm, masa 5,65 grama)[164],
- w III Rzeczypospolitej jako moneta kolekcjonerska w srebrze o masie
  - 31,1 grama, średnicy
    - 40 mm, próby 999, w 1995 r.[165],
    - 38,61mm, próby 925, w 1995 r.[166]

  - 28,28 grama, próby 925
    - średnicy 38,61 mm, w 1997 r.[167],
    - jako klipa
      - prostokątna (40x28 mm), w 2002 r.[168],
      - kwadratowa (40x40 mm), w 2003 r.[169]

W tej samej epoce dwudziestozłotówka przybrała również postać papierową w:
- II Rzeczypospolitej – 6 emisji (1919, 1924, 1926, 1929, 1931, 1936)[170],
- II Rzeczpospolitej na uchodźstwie – 2 emisje (1939), nigdy niewprowadzone do obiegu,
- GG – 1 emisja (1940)[171],
- Polsce Ludowej (Rzeczypospolitej Polskiej z lat 1944–1952 oraz PRL) – 5 emisji (1944, 1946, 1947, 1948, 1982)[172], 1 emisja tajna (1971) jako część serii E-71 na wypadek wojny, nigdy niewprowadzona do obiegu.
- III Rzeczypospolitej – 3 emisje (1994, 2012, 2016)[160] oraz kolekcjonerskie (2009–)[173], 1 emisja (1990) nigdy niewprowadzona do obiegu.

### Dwudziestopięciozłotówka (25 złotych)
Pierwsze dwudziestopięciozłotówki pojawiły się na krótko w formie papierowej podczas insurekcji kościuszkowskiej.
W epoce nominałowych systemów monetarnych dwudziestopięciozłotówka została wprowadzona do obiegu:
- w wyniku zmiany ustroju monetarnego państwa rozporządzeniem prezydenta RP z 5 listopada 1927 r. (Dz.U. z 1927 r. nr 97, poz. 855) jako moneta złota, której nadano formalną nazwę dukata – w rzeczywistości nigdy nie została wybita i nie znalazła się w obrocie pieniężnym[175],
- w okresie podenominacyjnym III Rzeczypospolitej w wersji kolekcjonerskiej w złocie (średnica 12 mm, masa 1 gram, próba 900, pierwsza emisja 2009 r.)[176].

### Pięćdziesięciozłotówka (50 złotych)
Pierwsze pięćdziesięciozłotówki pojawiły się na krótko w formie papierowej podczas insurekcji kościuszkowskiej.
Od 1828 r. w użyciu była także papierowa wersja pięćdziesięciozłotówki wprowadzana przez nowo utworzony Bank Polski (bilet kasowy Królestwa Polskiego emisji 1824 r. oraz banknot Banku Polskiego emisji 1 maja 1830 r.).
W epoce nominałowych systemów monetarnych pięćdziesięciozłotówka miała i ma postać zarówno monet, jak i banknotów:
- monety:
  - II Rzeczpospolita – w złocie wprowadzona do obiegu w wyniku dwóch kolejnych reform ustroju monetarnego państwa z: 1924 r. (Dz.U. z 1924 r. nr 7, poz. 65) oraz 1927 r. (Dz.U. z 1927 r. nr 97, poz. 855) – nigdy jednak nie została wybita w postaci obiegowej i w efekcie nie znalazła się w obrocie pieniężnym[179],
  - PRL
    - kolekcjonerskie (srebro, próba 750, masa 12,75 grama, średnica 30 mm, emisje 1972 i 1974 r.),
    - okolicznościowe (miedzionikiel, masa 11,7 grama, średnica 30,5 mm, pierwsza emisja 1979 r.),

  - III Rzeczpospolita okresu przeddenominacyjnego – obiegowe (miedzionikiel, masa 6,8 grama, średnica 26 mm, emisja 1990 r.),
  - III Rzeczpospolita okresu podenominacyjnego
    - bulionowe (złoto, próba 999,9, masa 3,1 grama, średnica 18 mm, pierwsza emisja 1995 r.),
    - kolekcjonerskie w
      - złocie (próba 999, masa 3,13 grama, średnica 18 mm, pierwsza emisja 2009 r.),
      - srebrze (próba 999, masa 62,2 grama, średnica 45 mm, pierwsza emisja 2013 r.[180]).
- pieniądze papierowe:
  - II Rzeczpospolita – 3 emisje (1919, 1925, 1929)[181],
  - II Rzeczpospolita na uchodźstwie – 2 emisje (1939), nigdy niewprowadzone do obiegu,
  - GG – 2 emisje (1940, 1941)[182],
  - Polska Ludowa (Rzeczpospolita Polska z lat 1944–1952 oraz PRL) – 8 emisji (1944, 1946, 1948, 1975, 1979, 1982, 1986, 1988)[183], 1 emisja tajna (1971) jako część serii E-71 na wypadek wojny, nigdy niewprowadzona do obiegu.
  - III Rzeczpospolita – 3 emisje (1994[184], 2012[185], 2017[185]) oraz kolekcjonerska (2006)[186], 1 emisja (1990) nigdy niewprowadzona do obiegu.

### Stuzłotówka (100 złotych)
Pierwsze stuzłotówki pojawiły się na krótko w formie papierowej podczas insurekcji kościuszkowskiej.
Od 1828 r. w użyciu była także papierowa wersja stuzłotówki wprowadzana przez nowo utworzony Bank Polski (bilet kasowy Królestwa Polskiego emisji 1824 r. oraz banknot Banku Polskiego emisji 1 maja 1830 r.).
W epoce nominałowych systemów monetarnych stuzłotówka miała i ma postać zarówno monet, jak i banknotów:
- monety:
  - II Rzeczpospolita – w złocie wprowadzona do obiegu w wyniku dwóch kolejnych reform ustroju monetarnego państwa z: 1924 r. (Dz.U. z 1924 r. nr 7, poz. 65) oraz 1927 r. (Dz.U. z 1927 r. nr 97, poz. 855) – nigdy jednak nie została wybita w postaci obiegowej i w efekcie nie znalazła się w obrocie pieniężnym[179],
  - PRL
    - kolekcjonerskie (srebro, próba 625, masa 16,6 grama, średnica 32 mm, pierwsza emisja 1973 r.),
    - okolicznościowe w
      - srebrze (próba 900, masa 20 gramów, średnica 35 mm, emisja 1966 r.),
      - miedzioniklu (masa 10,8 grama, średnica 29,5 mm, pierwsza emisja 1984 r.),

  - III Rzeczpospolita okresu przeddenominacyjnego – obiegowe (miedzionikiel, masa 7,68 grama, średnica 28 mm, emisja 1990 r.),
  - III Rzeczpospolita okresu podenominacyjnego
    - bulionowe (złoto, próba 999,9, masa 7,78 grama, średnica 22 mm, pierwsza emisja 1995 r.),
    - kolekcjonerskie (złoto, próba 900, masa 8 gramów, średnica 21 mm, pierwsza emisja 1997 r.).
- pieniądze papierowe:
  - II Rzeczpospolita – 3 emisje (1919, 1932, 1934)[188],
  - II Rzeczpospolita na uchodźstwie – 1 emisja (1939), nigdy niewprowadzona do obiegu,
  - GG – 2 emisje (1940, 1941)[189],
  - Polska Ludowa (Rzeczpospolita Polska z lat 1944–1952 oraz PRL) – 10 emisji (1944, 1946, 1947, 1948, 1975, 1976, 1979, 1982, 1986, 1988)[190], 1 emisja tajna (1971) jako część serii E-71 na wypadek wojny, nigdy niewprowadzona do obiegu.
  - III Rzeczpospolita – 3 emisje (1994[191], 2012[185], 2018[185]), 1 emisja (1990) nigdy niewprowadzona do obiegu.

### Pięćsetzłotówka (500 złotych)
Pierwsze pięćsetzłotówki pojawiły się na krótko w formie papierowej podczas insurekcji kościuszkowskiej.
W epoce nominałowych systemów monetarnych pięćsetzłotówka miała i ma postać zarówno monet, jak i banknotów:
- monety:
  - PRL
    - okolicznościowe (miedzionikiel, masa 10,8 grama, średnica 29,9 mm, pierwsza emisja 1989 r.),
    - kolekcjonerskie w
      - złocie (próba 900, masa 29,95 grama, średnica 32 mm, pierwsza emisja 1976 r.),
      - srebrze (próba 750, masa 16,5 grama, średnica 32 mm, pierwsza emisja 1984 r.).

  - III Rzeczpospolita okresu podenominacyjnego
    - bulionowe (złoto, próba 999,9, masa 31,1 grama, średnica 32 mm, pierwsza emisja 1995 r.),
    - kolekcjonerskie w
      - złocie próby 999, o masie 62,2 grama, średnicy
        - 40 mm, emisja 2012 r.[193],
        - 45 mm, pierwsza emisja 2013 r.,

      - srebrze (proba 999, masa 1 kg, średnica 100 mm, emisja 2014 r.)[194].
- pieniądze papierowe:
  - II Rzeczpospolita – 1 emisja (1919)[195],
  - II Rzeczpospolita na uchodźstwie – 1 emisja (1939), nigdy niewprowadzona do obiegu,
  - GG – 1 emisja (1940)[196],
  - Polska Ludowa (Rzeczpospolita Polska z lat 1944–1952 oraz PRL) – 8 emisji (1944, 1946, 1947, 1948, 1974, 1976, 1979, 1982)[197], 1 emisja tajna (1971) jako część serii E-71 na wypadek wojny, nigdy niewprowadzona do obiegu.
  - III Rzeczpospolita – 2 emisje (2016[185], 2017), 1 emisja (1990) nigdy niewprowadzona do obiegu.

### Tysiączłotówka (1000 złotych)
Pierwsze tysiączłotówki pojawiły się na krótko w formie papierowej podczas insurekcji kościuszkowskiej.
W epoce nominałowych systemów monetarnych tysiączłotówka miała postać zarówno banknotów, jak i miała i ma monet:
- monety:
  - PRL
    - okolicznościowe w srebrze (próba 625, masa 14,5 grama, średnica 31 mm, pierwsza emisja 1982 r.),
    - kolekcjonerskie w
      - złocie próby
        - 900 (masa 3,4 grama, średnica 18 mm, pierwsza emisja 1982 r.),
        - 999 (masa 3,1 grama, średnica 18 mm, pierwsza emisja 1987 r.),

      - srebrze próby 625 (masa 14,5 grama, średnica 31 mm, emisja 1983 r.).

  - III Rzeczpospolita okresu przeddenominacyjnego – kolekcjonerskie w srebrze (próba 925, masa 28,28 grama, średnica 38,61 mm, emisja 1994 r.),
  - III Rzeczpospolita okresu podenominacyjnego – kolekcjonerskie w złocie (próba 999, masa 93,3 grama, średnica 50 mm, emisja 2011 r.).
- pieniądze papierowe:
  - II Rzeczpospolita – nominał wydrukowano, ale oficjalnie nie wprowadzono do obiegu, choć jeden banknot znaleziono przy oficerze polskim ekshumowanym w Katyniu[198],
  - GG – nominał przygotowywano, ale ostatecznie nie znalazł się w obiegu[199],
  - Polska Ludowa (Rzeczpospolita Polska z lat 1944–1952 oraz PRL) – 7 emisji (1945, 1946, 1947, 1965, 1975, 1979, 1982)[200], 1 emisja tajna (1971) jako część serii E-71 na użytek wojenny, nigdy niewprowadzona do obiegu.

### Inne wielokrotności
Wszystkie wymienione dotychczas wielokrotności złotego miały swój początek w epoce gatunkowych systemów monetarnych, kiedy pieniądz oparty był na wartości kruszcu. Część gatunków pieniądza, które zaistniały na ziemiach polskich w tej epoce przeszła w odpowiadające im kategorie nominałów. W epoce nominałowych systemów monetarnych pojawiły się jednak kategorie, które nie miały swoich poprzedników w gatunkach pieniądza z okresu kruszcowego. W przypadku złotego są to:
- 19 złotych tylko banknoty kolekcjonerskie III Rzeczypospolitej okresu podenominacyjnego[208],
- 30 złotych tylko monety kolekcjonerskie III Rzeczypospolitej okresu podenominacyjnego,
- 37 złotych tylko monety kolekcjonerskie III Rzeczypospolitej okresu podenominacyjnego,
- 200 złotych
  - pieniądze papierowe pojawiły się po raz pierwszy w okresie PRL,
    - PRL – 5 emisji (1976, 1979, 1982, 1986, 1988), 1 emisja tajna (1977) jako część serii E-71 na wypadek wojny, nigdy niewprowadzona do obiegu.
    - III Rzeczpospolita – 2 emisje (1994, 2015), 1 emisja (1990) nigdy niewprowadzona do obiegu,

  - monety:
    - PRL – okolicznościowe, kolekcjonerskie,
    - III Rzeczpospolita okresu podenominacyjnego – bulionowe, kolekcjonerskie,
- 2000 złotych
  - pieniądze papierowe pojawiły się w okresie PRL – 3 emisje (1977, 1979, 1982), 1 emisja tajna (1977) jako część serii E-71 na wypadek wojny, nigdy niewprowadzona do obiegu.
  - monety tylko PRL – kolekcjonerskie,
- 2018 złotych tylko monety kolekcjonerskie III Rzeczypospolitej okresu podenominacyjnego,
- 5000 złotych
  - pieniądze papierowe pojawiły się po raz pierwszy w obiegu w okresie PRL,
    - II Rzeczpospolita – nominał wydrukowano, ale nigdy nie znalazł się w obiegu[209],
    - PRL – 3 emisje (1982, 1986, 1988),

  - monety tylko PRL – kolekcjonerskie,
- 10 000 złotych
  - pieniądze papierowe pojawiły się po raz pierwszy w okresie PRL – 2 emisje (1987, 1988),
  - monety
    - PRL – okolicznościowe, kolekcjonerskie,
    - III Rzeczpospolita okresu przeddenominacyjnego – okolicznościowe,
- 20 000 złotych
  - pieniądze papierowe pojawiły się w okresie PRL – 1 emisja w 1989 r.,
  - monety
    - PRL – kolekcjonerskie,
    - III Rzeczpospolita okresu przeddenominacyjnego – okolicznościowe, kolekcjonerskie,
- 50 000 złotych
  - pieniądze papierowe pojawiły się w okresie PRL,
    - PRL – 1 emisja w 1989 r.,
    - III Rzeczpospolita okresu przeddenominacyjnego – 1 emisja w 1993 r.,

  - monety
    - PRL – okolicznościowe, kolekcjonerskie,
    - III Rzeczpospolita okresu przeddenominacyjnego – kolekcjonerskie,
- 100 000 złotych
  - pieniądze papierowe pojawiły się w okresie przeddenominacyjnym III Rzeczypospolitej – 2 emisje:
    - 1990 – z nieaktualnym napisem: „POLSKA RZECZPOSPOLITA LUDOWA” oraz
    - 1993 – z napisem: „RZECZPOSPOLITA POLSKA”,

  - monety tylko III Rzeczpospolita okresu przeddenominacyjnego – okolicznościowe, kolekcjonerskie,
- 200 000 złotych
  - pieniądze papierowe pojawiły się w okresie PRL na miesiąc przed jego końcem (30 listopada 1989 r.) – 1 emisja w 1989 r..
  - monety
    - PRL – kolekcjonerskie,
    - III Rzeczpospolita okresu przeddenominacyjnego – kolekcjonerskie
- 300 000 złotych tylko monety kolekcjonerskie III Rzeczypospolitej okresu przeddenominacyjnego,
- 500 000 złotych
  - pieniądze papierowe pojawiły się w okresie przeddenominacyjnym III Rzeczypospolitej – 2 emisje (1990, 1993).
  - monety tylko kolekcjonerskie III Rzeczypospolitej okresu przeddenominacyjnego,
- 1 000 000 złotych
  - pieniądze papierowe pojawiły się w okresie przeddenominacyjnym III Rzeczypospolitej – 2 emisje (1991, 1993),
  - monety tylko kolekcjonerskie okresu przeddenominacyjnego III Rzeczypospolitej.
- 2 000 000 złotych
  - pieniądze papierowe pojawiły się w okresie przeddenominacyjnym III Rzeczypospolitej – 2 emisje (1992, 1993).
- 5 000 000 złotych
  - tylko projekt pieniądza papierowego w okresie przeddenominacyjnym III Rzeczypospolitej.

## System krajcara
Krajcar pojawił się na terenie tej części I rozbioru I Rzeczypospolitej, który przypadł Monarchii Habsburgów – Królestwa Galicji i Lodomerii.

### Piętnastokrajcarówka
W ciągu trzech lat (1775–1777) emitowano dla tych ziem lokalną monetę piętnastokrajcarową przeznaczoną do obiegu na inkorporowanych polskich terenach. Moneta była bita w mennicy wiedeńskiej w srebrze w ramach austriackiego systemu monetarnego oraz menniczej stopy konwencyjnej. Nazywano ją czasami „złotówką”.

### Trzydziestokrajcarówka
Trzydziestokrajcarówka była drugim lokalnym gatunkiem monety wybitym w srebrze w latach 1775–1777 przez Monarchię Habsburgów dla ziem zagarniętych przez Austriaków w ramach I rozbioru Rzeczypospolitej Obojga Narodów. Moneta również była bita w Wiedniu według austriackiego systemu monetarnego oraz menniczej stopy konwencyjnej. Nazywano ją czasami „dwuzłotówką”.

## System marki
Marka polska obowiązywała od 9 grudnia 1916 roku na okupowanych przez Cesarstwo Niemieckie terenach Królestwa Polskiego, a następnie – obowiązywała w Rzeczypospolitej Polskiej. W wyniku reformy pieniężnej z 29 kwietnia 1924 roku marka polska została zastąpiona przez polskiego złotego. 1 marka polska odpowiadała 100 fenigom.

### Nominały
- 1 fenig
  - moneta – 1 emisja (1918), emisja próbna (1917)
- 5 fenigów
  - moneta – 1 emisja (1917)
- 10 fenigów
  - moneta – 1 emisja (1917)
- 20 fenigów
  - moneta – 1 emisja (1917)
- ½ marki
  - banknot – 2 emisje (1916, 1920)
- 1 marka
  - banknot – 3 emisje (1916, 2× 1919)
- 2 marki
  - banknot – 1 emisja (1916)
- 5 marek
  - banknot – 3 emisje (1916, 2× 1919)
- 10 marek
  - banknot – 2 emisje (1916, 1919)
- 20 marek
  - banknot – 3 emisje (1916, 2× 1919)
- 50 marek
  - moneta próbna (1923)
  - banknot – 1 emisja (1916)
- 100 marek
  - moneta próbna (1922)
  - banknot – 3 emisje (1916, 2× 1919)
- 500 marek
  - banknot – 1 emisja (1919)
- 1000 marek
  - banknot – 3 emisje (1916, 2× 1919)
- 5000 marek
  - banknot – 1 emisja (1920)
- 10 000 marek
  - banknot – 1 emisja (1922)
- 50 000 marek
  - banknot – 1 emisja (1922)
- 100 000 marek
  - banknot – 1 emisja (1923)
- 250 000 marek
  - banknot – 1 emisja (1923)
- 500 000 marek
  - banknot – 1 emisja (1923)
- 1 000 000 marek
  - banknot – 1 emisja (1923)
- 5 000 000 marek
  - banknot – 1 emisja (1923)
- 10 000 000 marek
  - banknot – 1 emisja (1923)
- 50 000 000 marek
  - jako przekaz PKKP (1923)
- 100 000 000 marek
  - jako przekaz PKKP (1923)